# Ben-Ami Koller
Ben-Ami Koller est un artiste peintre expressionniste français (roumain de naissance) né Petru Ben Ami Koller le 14 mai 1948 à Oradea (Roumanie) et mort à Montreuil (Seine-Saint-Denis) le 15 décembre 2008. Il est également décorateur de théâtre, graveur au carborundum et à l'eau-forte, lithographe, sculpteur et illustrateur de livres destinés à la jeunesse.

## Biographie
Ben-Ami Koller est né dans une famille décimée par la Shoah, son second prénom, Ben Ami - « Fils de mon peuple » - lui est donné en raison de sa naissance le jour de l'indépendance de l'état d'Israël et il choisira de le privilégier, assorti d'un trait d'union, dans sa signature d'artiste.
Récompensé à l'âge de sept ans du premier prix d'aquarelle d'un concours international organisé par la Chine, il est en 1967 élève de l'Institut d'art plastique Nicolae-Grigorescu de Bucarest dont il est diplômé en option scénographie en 1973. Il réalise alors, au Théâtre national de Bucarest, les décors et les costumes pour Le Malentendu d'Albert Camus, Prométhée enchaîné d'Eschyle, Mort d'un commis voyageur d'Arthur Miller, La Maison de Bernarda Alba de Federico Garcia Lorca. C'est également l'époque où il sillonne l'Europe de l'Est (Bulgarie, Tchécoslovaquie, Bulgarie) en auto-stop, s'auto-finançant par des « petits boulots » ici et là : « dans ces pays communistes, se souviendra-t-il, il y avait des bistrots où les gens venaient boire et manger. Je m'installais, je faisais le portrait des gens, en échange ils m'invitaient à passer la nuit et ainsi j'ai rencontré énormément de monde ».
Il vit en Israël de 1973 à 1981, puis en France à partir de 1981 où un atelier lui est prêté à Paris par La Maison des artistes avant qu'il ne s'installe à Montreuil (Seine-Saint-Denis) en 1991, son atelier y devenant également un lieu ouvert à l'enseignement des arts plastiques : « nombreux sont les étudiants des écoles d'art et les peintres confirmés, témoigne Françoise Christmann. qui ont eu l'audace de poursuivre leur chemin escarpé grâce à un échange, des conseils, des cours, des stages, la visite de l'atelier de celui dont on admire les œuvres autant que l'énergie communicative, la vitalité, la bienveillance et la foi en l'être humain ».
En 1983, Gérard Xuriguera le situe dans la nouvelle génération qui s'est « engagée sur les chemins de l'imaginaire, créant de multiples brèches dans l'édifice monolithique engendré par André Breton et ses amis et donnant naissance à un art communément appelé Fantastique où la "beauté convulsive" domine souvent mais où le "merveilleux est toujours beau" ». En 1986, l'exposition itinérante Les figurations des années 60 à nos jours offre à l'un de ses commissaires, Francis Parent, de dresser un panorama segmenté des tendances figuratives contemporaines où il situe pour sa part Ben-Ami Koller avec Franta et Claude Morini parmi les tenants d'« une manière plus formelle » qu'il distingue d'« une figuration plus douce » (Philippe Bonnet, Gottfried Salzmann), « plus expressionniste » (John Christoforou, Maurice Rocher) ou « plus matiériste » (Abraham Hadad, Roger-Edgar Gillet, Jean Revol).
Ben-Ami Koller est brutalement emporté par une rupture d'anévrisme en décembre 2008,.

## Illustrations

### Livres pour l'enfance et la jeunesse
- Christine Renauld (dessins de Ben-Ami-Koller), Traité de l'élastique, éditions Le Sourire qui mord, 1986.

### Poésie et nouvelles
- Christiane Renauld, Le traité de l'élastique (dessins de Ben-Ami Koller), éditions Le Sourire qui mord, Paris, 1986.
- Monique de Beaucorps, Les symboles vivants (préface de Gilles Plazy, illustrations de Ben-Ami Koller), Nathan, 1989.
- Alain Miquel et Jérôme Camilly, Le marcheur (dessins de Ben-Ami Koller), éditions Ateliers d'art L.P., 1991.
- Jean-Noël Cuénod, Sang matin (illustrations de Ben-Ami Koller), Caractères, Paris, 2000.
- Paul R. Lévy, Fleurs de chair - 27 phantasmes poétiques, 27 phantasmes graphiques (dessins de Ben-Ami Koller), 500 exemplaires numérotés, éditions Vœux d'artistes, 2000.
- Serge Ritman, À jour, (lavis de Ben-Ami Koller), L'Amourier, 2000.
- Jean-Noël Cuénod, Matriarche (illustrations de Ben-Ami Koller), Editinter, Paris, 2002.
- Jean-Noël Cuénod et Christine Zwingmann (préface de Françoise Buffat, Amour dissident, (illustrations de Ben-Ami Koller), Editinter, Paris, 2003, médaille littéraire du Sénat en 2003.
- Jean-Noël Cuénod, Liens - Suite érotique mystique (illustrations de Ben-Ami Koller), Editinter, Paris, 2004.
- Serge Ritman Ma retenue, petits contes en rêve (illustrations de Ben-Ami Koller), éditions Comp'Act, 2005.
- Claude-Henri Nore, Zadig est de retour - Nouvelle bucolique et pamphlétaire écrite l'année des treize lunes (illustrations de Ben-Ami Koller), Remire, 2006.
- Christiane Lelubre, Désirs (aquarelles de Ben-Ami Koller), Rougier 2007.
- Paule Bordesselle et Catherine Strumeyer, Du temps et des hommes (illustrations de Ben-Ami-Koller), éditions L'Art-dit, 2009.
- Claude-Henri Nore, Les amantes Caraïbes (illustrations de Ben-Ami Koller), Corlet-Numérique, 2013.

### Bibliophilie
- Gisèle Voisard, Lucy, Anne et les autres (eau-forte originale de Ben-Ami Koller) éditions Ficelle, Port-de-Couze, 1997.

## Expositions

### Expositions personnelles

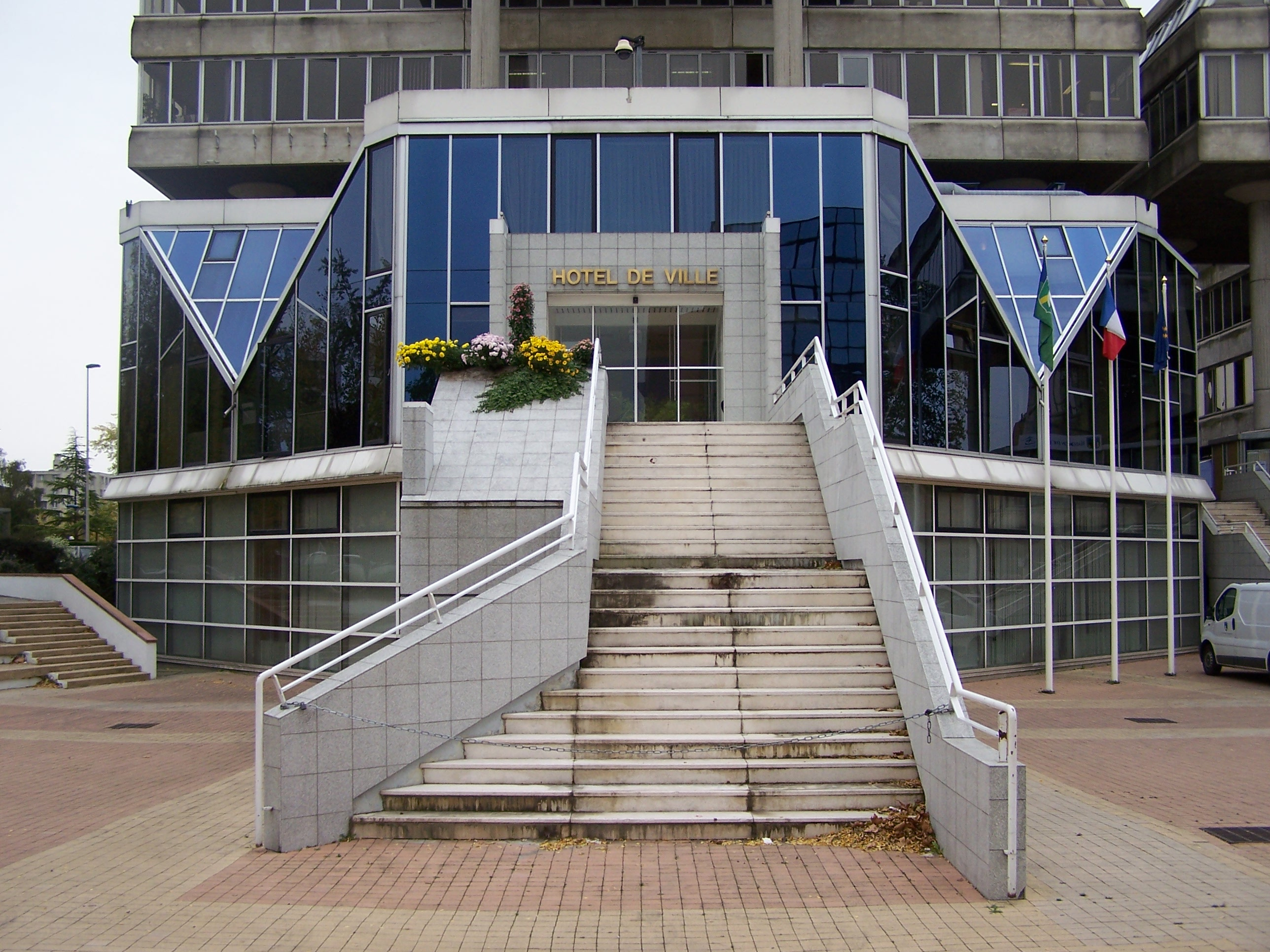
Hôtel de ville d'Élancourt, 1985

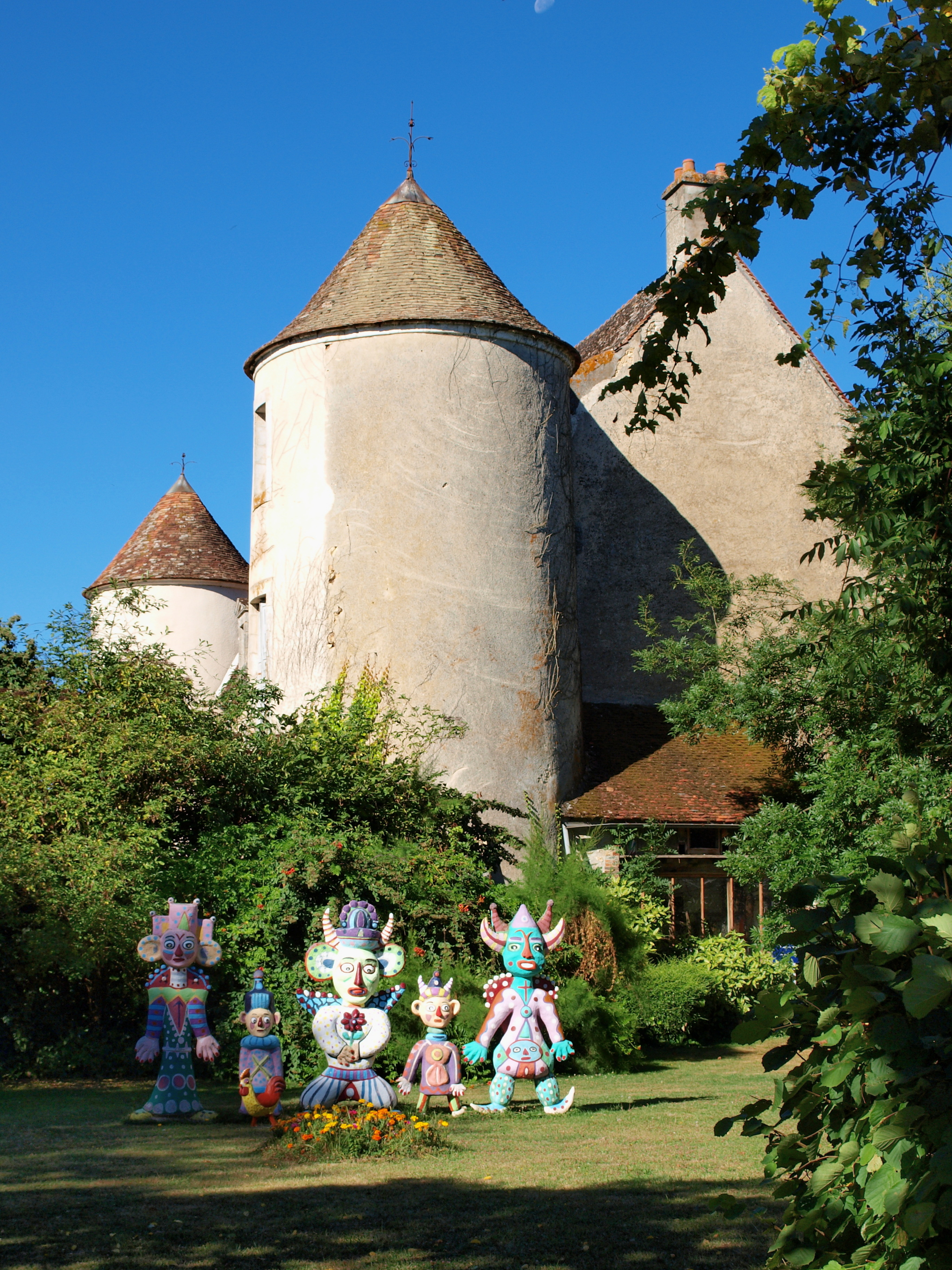
Centre régional d'art contemporain du château de Tremblay, Fontenoy (Yonne), 1986

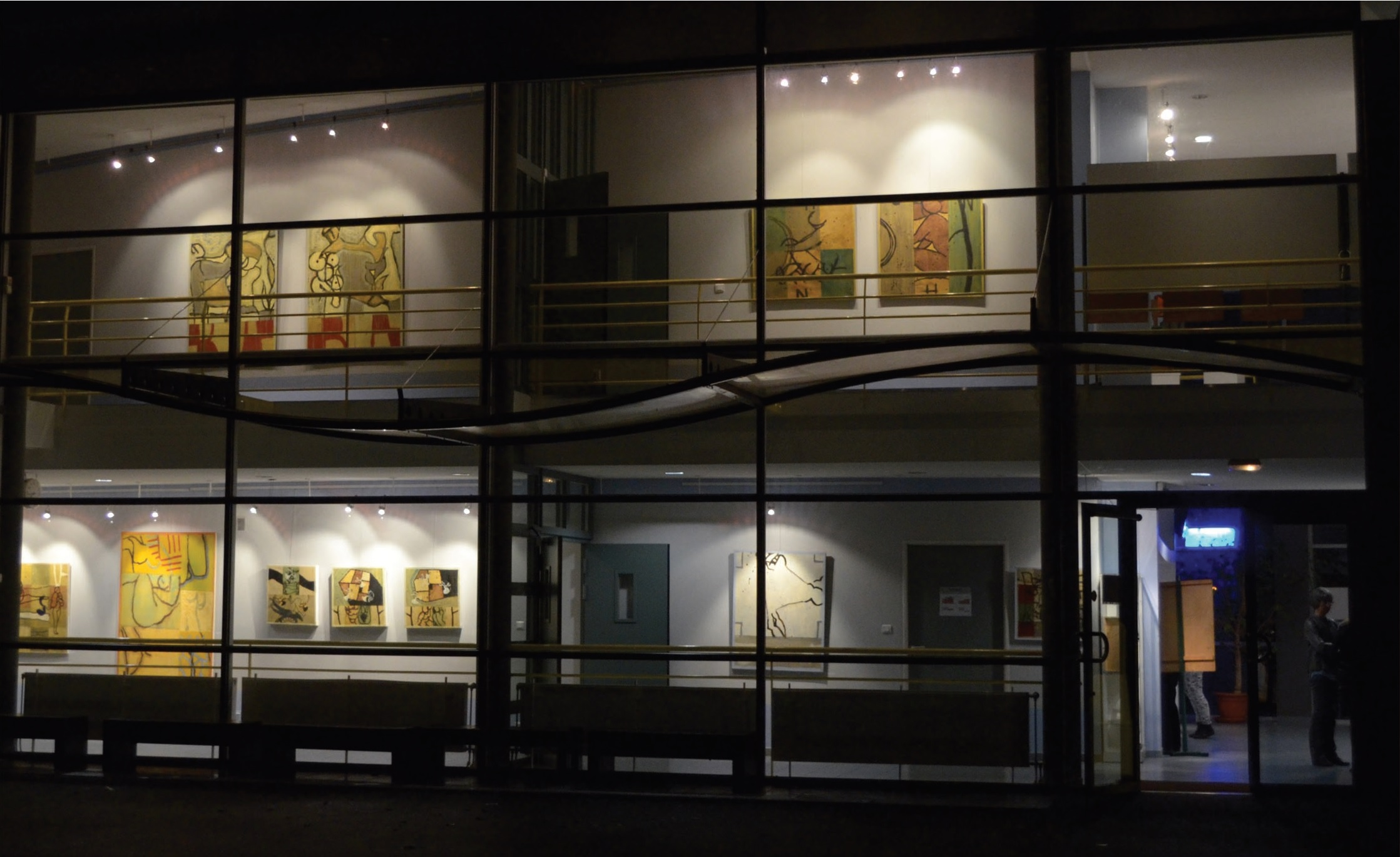
Galerie bleue, Riscle, 1999

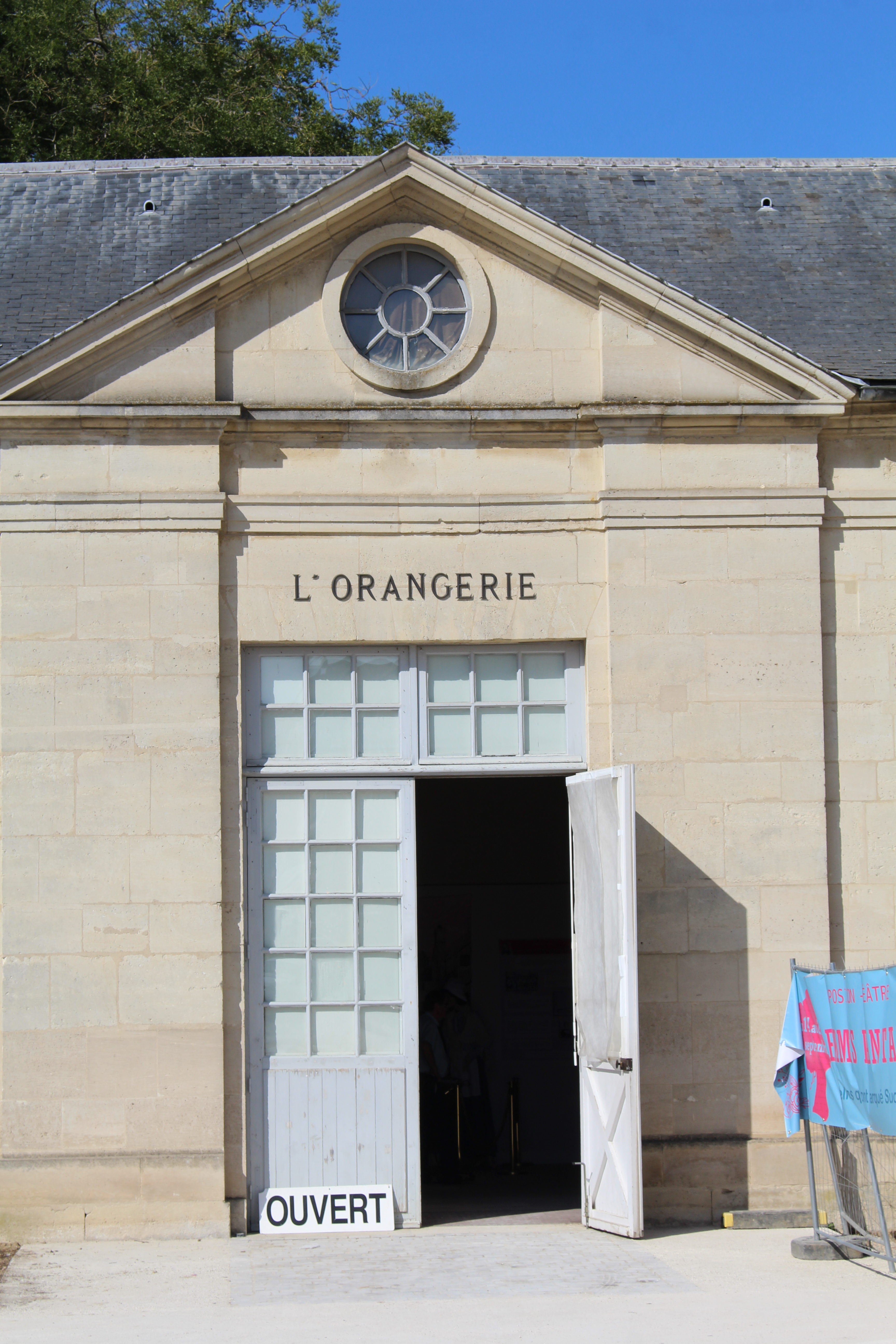
Orangerie du château de Sucy-en-Brie, 2000

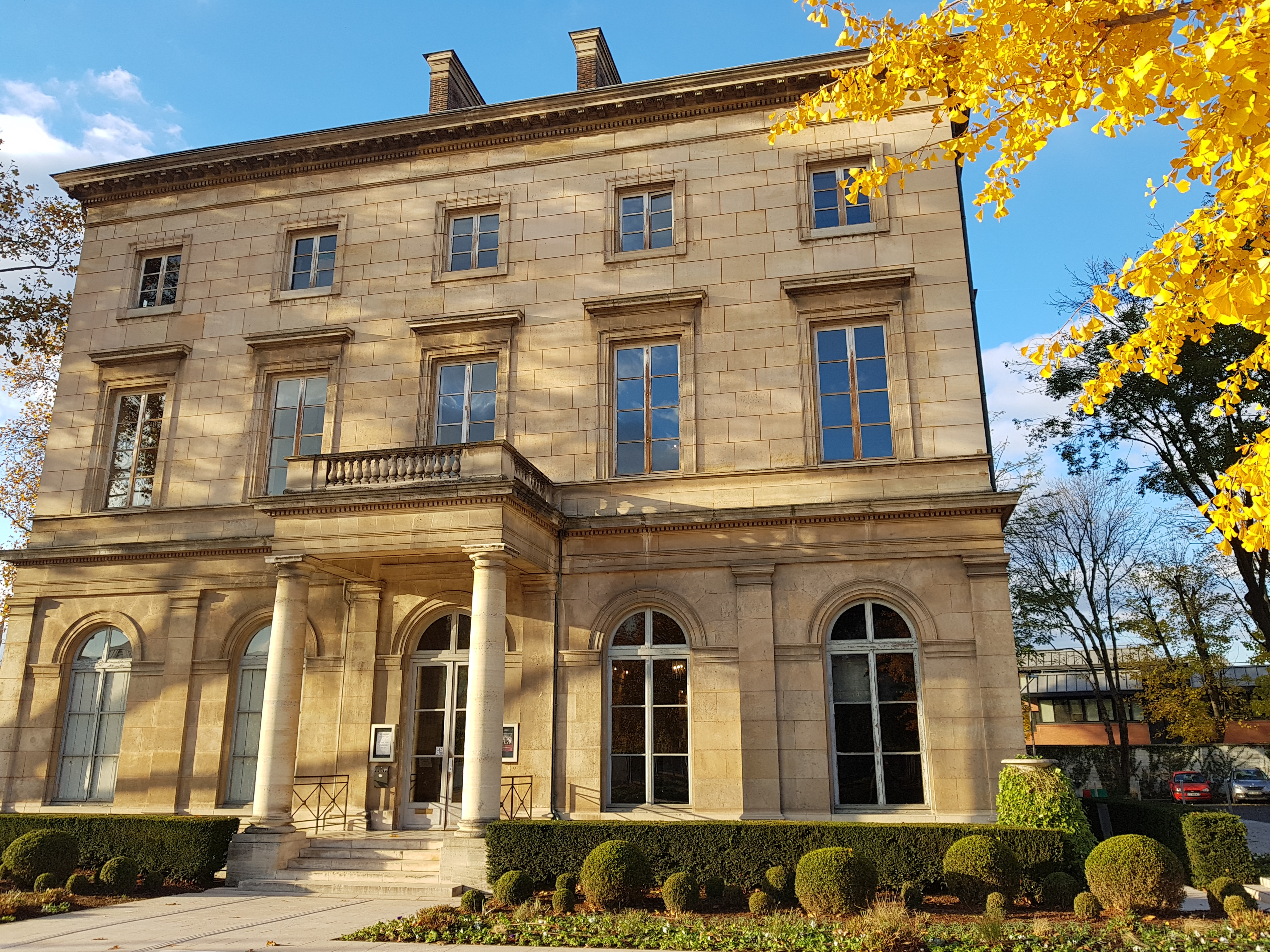
Château de Saint-Ouen, 2003

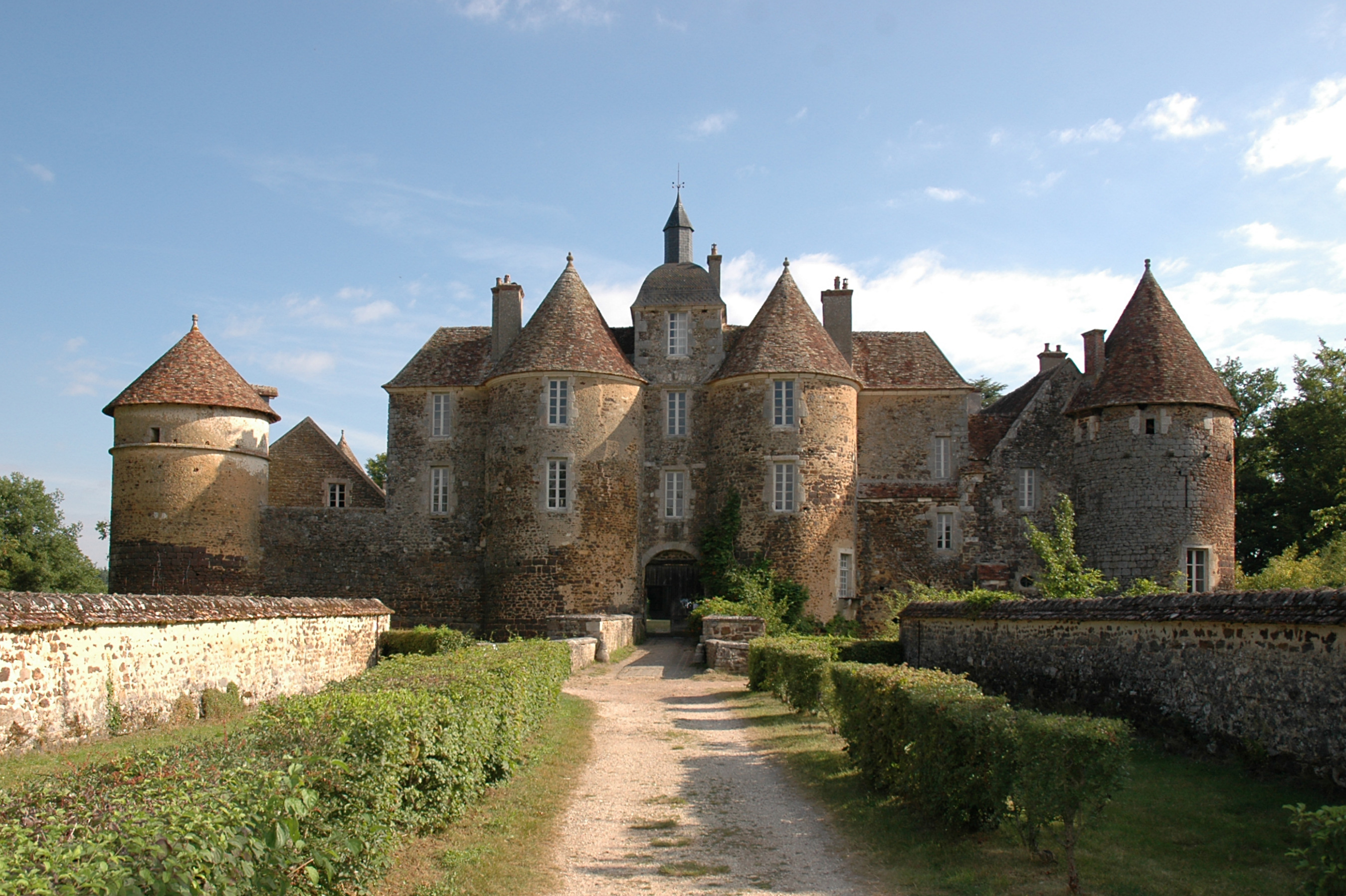
Château de Ratilly, Treigny, 2000

- Maison de la culture Petöfi Sandor, Bucarest, mai 1973.
- Galerie de Deva (Roumanie), juin 1974.
- Galerie Tzava, Tel Aviv, juillet 1975.
- Galerie Bruno, Tel Aviv, mai 1977, avril 1980.
- Galerie Anciens et modernes, Paris, octobre 1978.
- Galerie Park Hayarkon, Tel Aviv, avril 1981[2].
- Musée d'art Petach-Tikva, Israël, juin 1981[2].
- Galerie Étienne de Cousons, Paris, février 1985.
- Hôtel de ville d'Élancourt, avril 1985[2].
- Galerie Bernard Jagot, Saint-Nazaire, juin 1985, novembre-décembre 1986[2].
- Centre régional d'art contemporain du château de Tremblay, Fontenoy (Yonne), juin-septembre 198[2].
- Galerie Eros Errance Art, Rouen, décembre 1986[2].
- Galerie municipale et Galerie L'Encadroir, Nancy, avril-mai 1987[2].
- Galerie Nicole Buck, Strasbourg, juin 1987, novembre 1988[2].
- Galerie AA, Paris, mars-avril 1988, 1990[2].
- Centre Athanor, Montluçon, mai 1988[2].
- A.C.T.S., Sablonnières, juin 1988[2].
- Galerie Antoine de Galbert, Grenoble, mai-juin 1989[2].
- Galerie Marie-Thérèse Wagner, Thionville, septembre-octobre 1989[2].
- Galerie Bouvier, Saint-Émilion, février 1990[2].
- Galerie 00, Paris, mai 1990.
- Galerie Pierre Marie Vitoux, Paris, novembre-décembre 1990, mars-avril 1997[2], février-mars 2001.
- Galerie Ultim'Art, Paris, décembre 1990[2].
- Galerie Patricio Personne, Angers, janvier-février 1991[2].
- Galerie Sonia K., Lille, mai-juin 1991[2].
- Galerie Meduane, Laval, janvier-février 1991[2].
- Galerie La Forêt, Paris, octobre décembre 1991, octobre 1996[2], octobre 1999.
- Galerie 17, Clermont-Ferrand, décembre 1991, mars-avril 1995[2].
- Galerie 27, Toulouse, février-mars 1992[2].
- Galerie Écritures, Montluçon, juin-septembre 1992[2].
- Galerie Marin, Paris, octobre-novembre 1992.
- Galerie Lezarts, Mougins, janvier 1993[2].
- Galerie Daniel Duchoze, Rouen, mars-avril 1993[2], janvier-février 1997.
- Centre municipal d'expositions et Librairie « Folies d'encre », Montreuil (Seine-Saint-Denis), mai 1993.
- Galerie Madeleine Fraquet, Orléans, février-mars 1994[2].
- Galerie Elvira Crespo de Garbisu, Bilbao, mai-juin 1994[2].
- Galerie Véronique Smagghe, Paris, décembre 1994[2].
- Galerie Pierre Gouverneur, château d'Homécourt, janvier 1995, mai-juin 1997[2].
- Studio Bogenhausen, Munich, juin 1995, juin 1999[2].
- Galerie Lezarts, Nice, août-septembre 1995[2].
- Salle voûtée, Cournon-d'Auvergne, janvier 1996.
- Galerie Joelle Maulny, Angers, janvier 1996, mars 1997, mars-mai 2000, juin-juillet 2003.
- Espace Prévert, Savigny-le-Temple, février 1996[2].
- Galerie M.-G. François, Levallois-Perret, mars 1996[2].
- Galerie Alain Gueguen, Azay-le-Rideau, septembre-octobre 1996[2].
- Galerie Anima, Lezat-sur-Leze, août-septembre 1997[2].
- Espace Barbara Schrüter, Erlangen, octobre 1997[2].
- Hôtel de ville de Guyancourt, janvier-février 1998[2].
- Jas de la Rimade, Carcès, août-septembre 1998[2], juin-juillet 2003.
- Galerie du Vieux-Lyon, Lyon, 1998[2].
- Les anciens réservoirs, Limay, septembre-octobre 1998[2].
- Lycée hôtelier, Saint-Quentin-en-Yvelines, octobre-décembre 1998.
- Galerie Smagghe et Kerverm, Paris, décembre 1998 - janvier 1999[2].
- Couronnaise de raffinage, Rouen, mars 1999.
- Galerie Édouard Leclerc, Vitry-sur-Seine, avril-mai 1999.
- Centre culturel de Courbevoie, mai 1999[2].
- Galeries du théâtre municipal de Brive-la-Gaillarde, mai-juin 1999[2].
- Galerie Le Pont Neuf, Paris, septembre-novembre 1999.
- Galerie bleue, Riscle, octobre-décembre 1999.
- Orangerie du château de Sucy-en-Brie, janvier 2000.
- Galerie Solange Erez, Boulogne-Billancourt, mai-juin 2000.
- Maison des jeunes et de la culture de Soissons, juin-juillet 2000.
- Ben-Ami Koller - Œuvres récentes, château de Ratilly, Treigny, juin-septembre 2000.
- Espace Jacques-Prévert, Mers-les-Bains, septembre 2000, juillet-août 2011[10], juillet 2022[11],[12].
- Galerie des éditions Caractères, Paris, novembre-décembre 2000.
- Galerie Allare-Aigret, Paris, février-mars 2001.
- Galerie des Hospices, Canet-en-Roussillon, mars-avril 2001.
- Galerie du toit de la Grande Arche de Paris-La Défense, mai-septembre 2001.
- Centre d'art contemporain Raymond-Farbos, Mont-de-Marsan, février-avril 2002.
- Espace François-Michaud, Vincennes, mars-mai 2002.
- Galerie Katryn Boudet, Paris, juin-août 2002.
- La Galerie, Tourgéville-Deauville, septembre-novembre 2002.
- Centre culturel de l'ambassade de Roumanie, Paris, décembre 2002 - janvier 2003.
- Château de Saint-Ouen, 2003.
- Galerie L'Aventurine, Lorient, mars-avril 2003.
- Galerie Bagatelle, Aix-les-Bains, août-septembre 2003.
- Galerie Cœur d'art, Brioude, septembre-novembre 2003.
- Salle d'exposition municipale, Guyancourt, janvier 2004.
- Galerie d'art contemporain, Chamalières, juin-septembre 2004[13].
- Ben-Ami Koller - Œuvres récentes, Galerie Allaire-Aigret, Paris, mars-avril 2004[14].
- Galerie Capazza, grenier de Villâtre, Nançay, octobre-décembre 2005[15].
- Galerie Pierre Marie Vitoux, Paris, février 2008 (Ben-Ami Koller - Auschwitz)[16], mars-avril 2009 (Hommage à Ben-Ami Koller)[17].
- Ben-Ami Koller - Noir de trait, Galerie Artzcom, Longwy-Bas, mars-mai 2008.
- Maison de la poésie, Guyancourt, printemps 2009.
- Hommage à Ben-Ami Koller - Cinquante de ses derniers dessins, Espace Van-Gogh, Arles, octobre-novembre 2009[18].
- Ben-Ami Komller - Rétrospective, Maison du citoyen et de la vie associative, Fontenay-sous-Bois, juin-juillet 2010[19],[20].
- Hommage à Ben-Ami Koller, Centre d'art contemporain Raymond Farbos, Mont-de-Marsan, avril-mai 2011[21], septembre 2013.
- Espace III, Montreuil, avril 2013.
- Hommage à Ben-Ami Koller (conférence : Ben-Ami Koller et l'expressionnisme vivant par Christian Noorbergen), mostra de Givors, janvier-février 2019[22],[23].

### Expositions collectives

Maison des arts et de la culture de Créteil, 1983

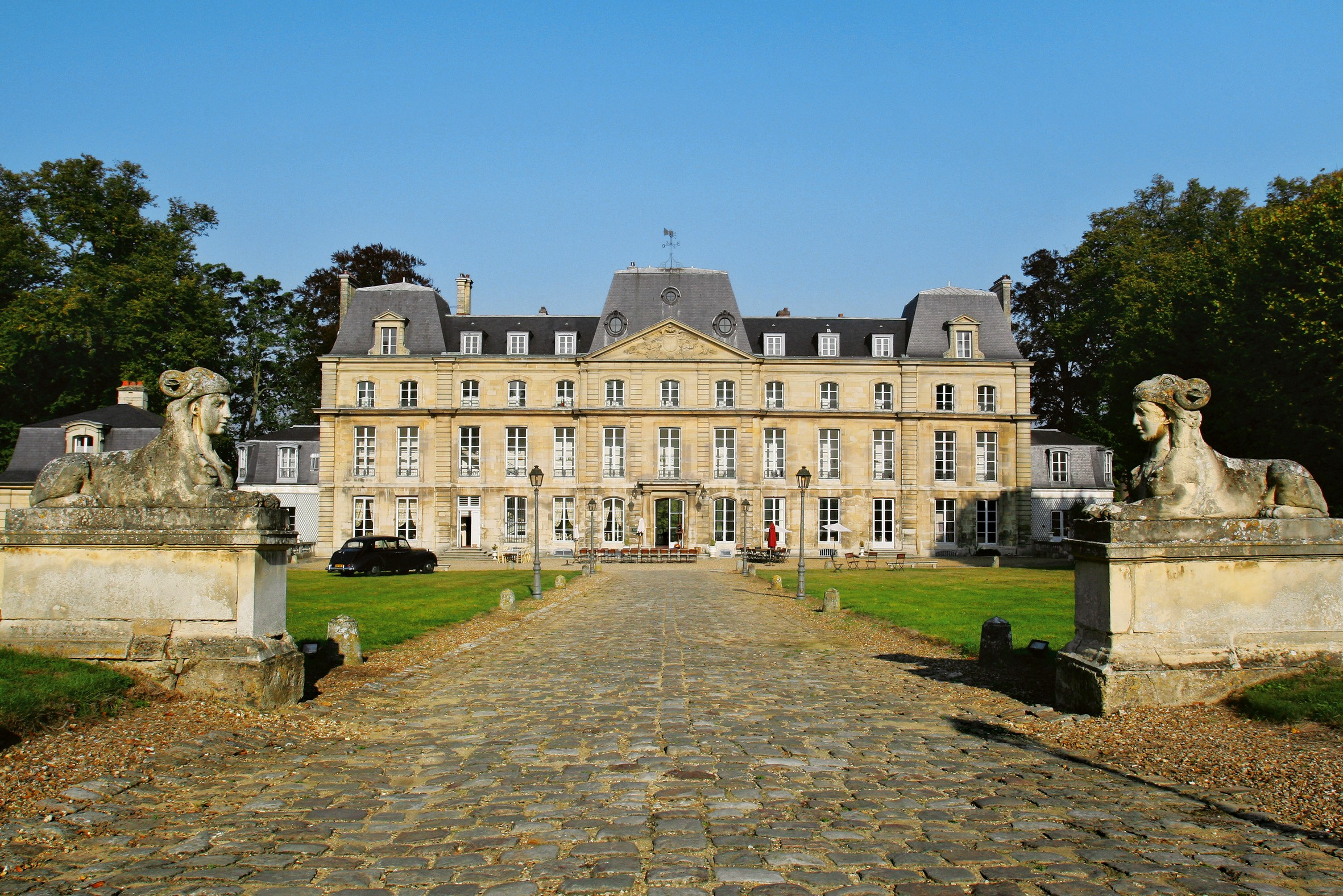
Château de Nointel (Val d'Oise), 1984

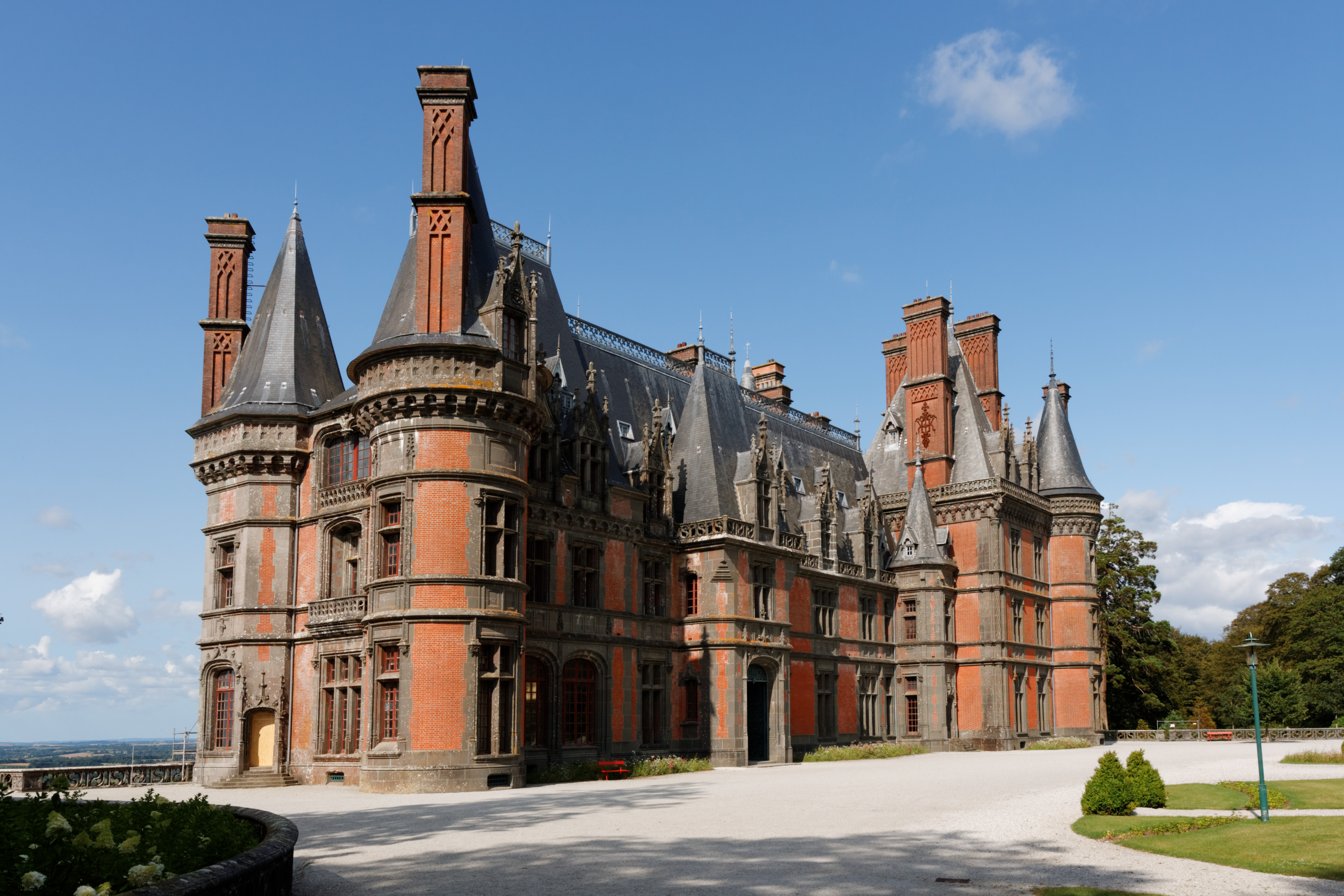
Château de Trévarez, Saint-Goazec, 1985

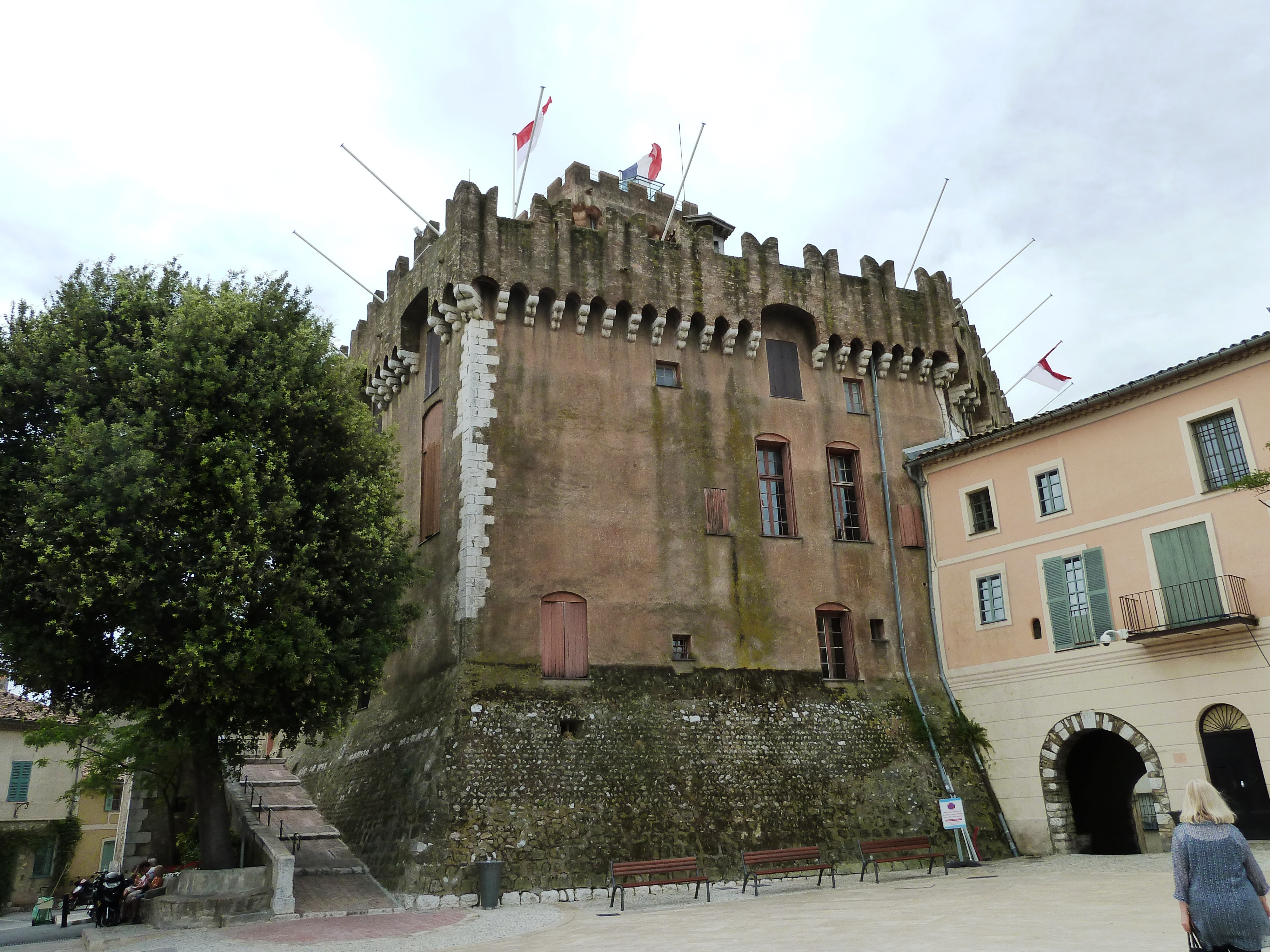
Château Grimaldi, Cagnes-sur-Mer, 1986

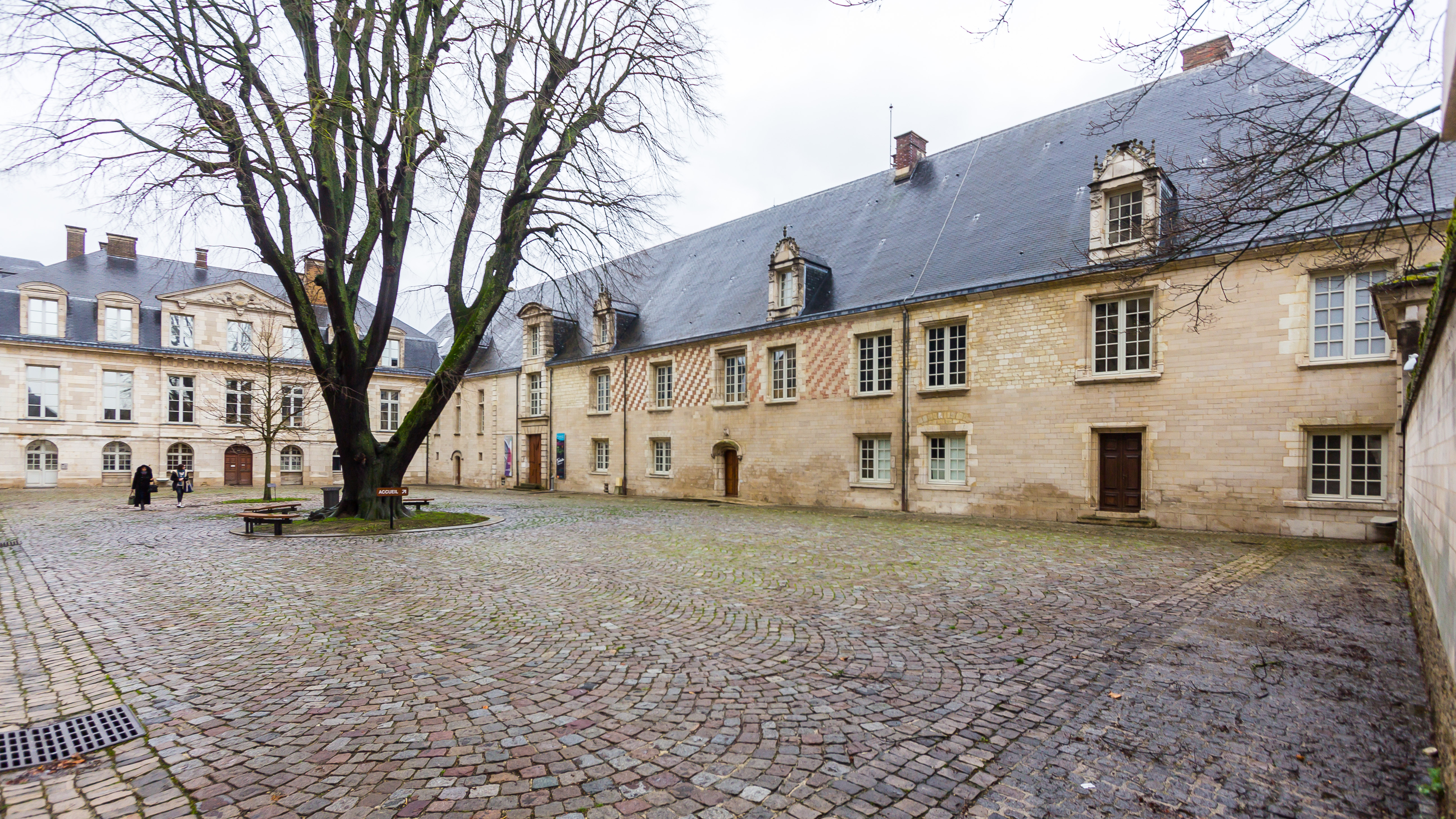
Musée d'Art moderne de Troyes, 1987

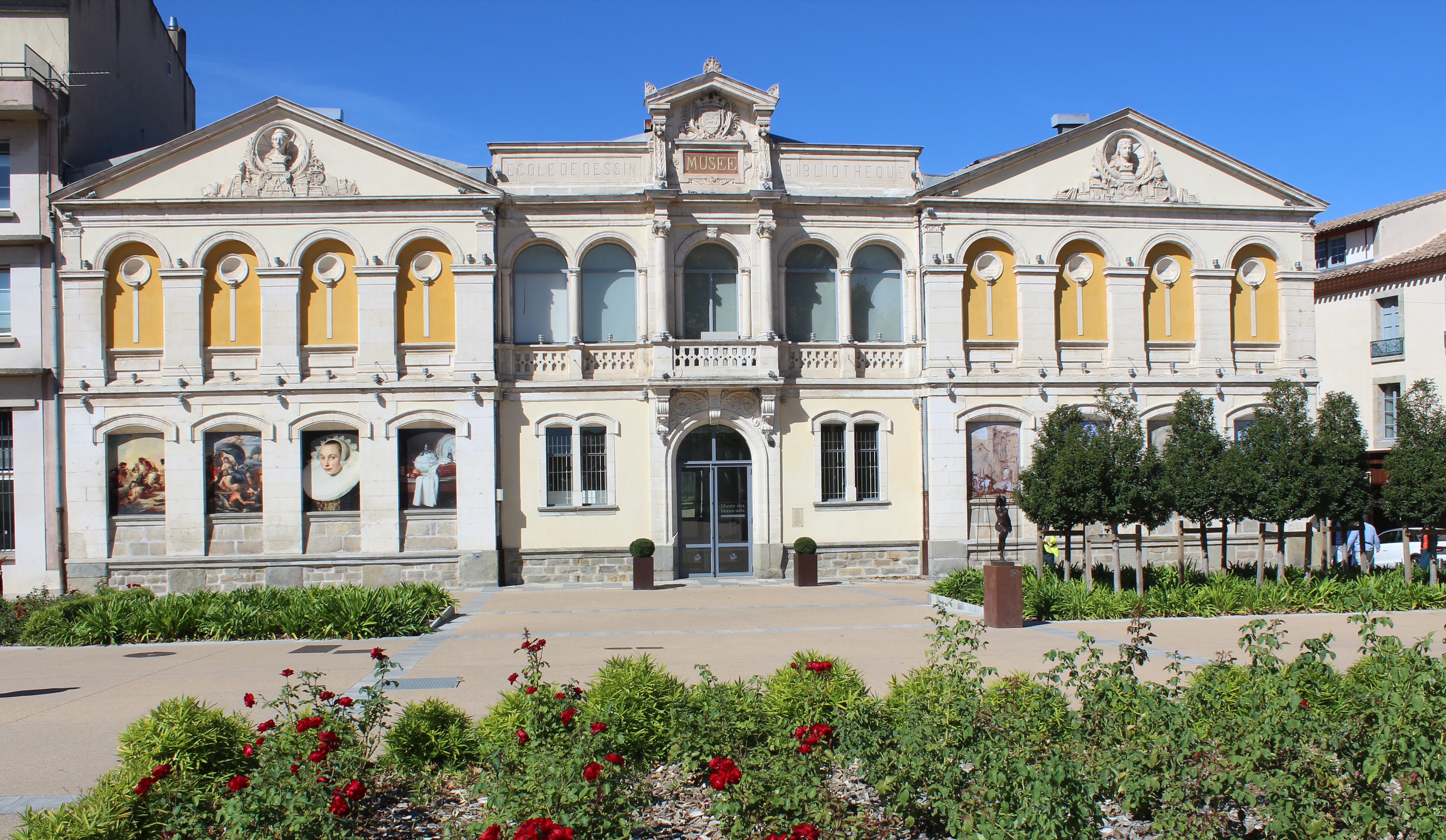
Musée des Beaux-Arts de Carcassonne, 1987

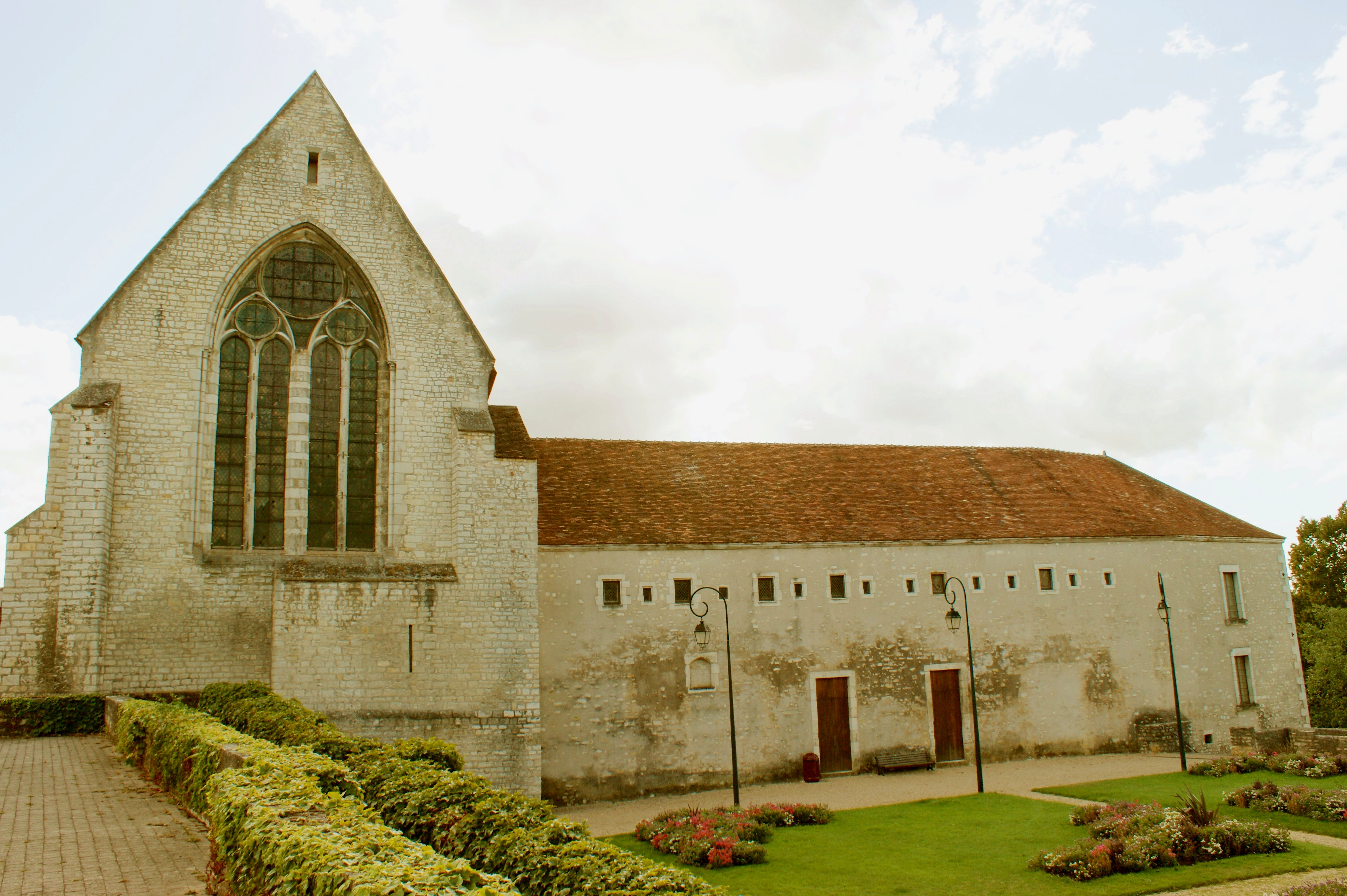
Couvent des Cordeliers de Châteauroux, 1987

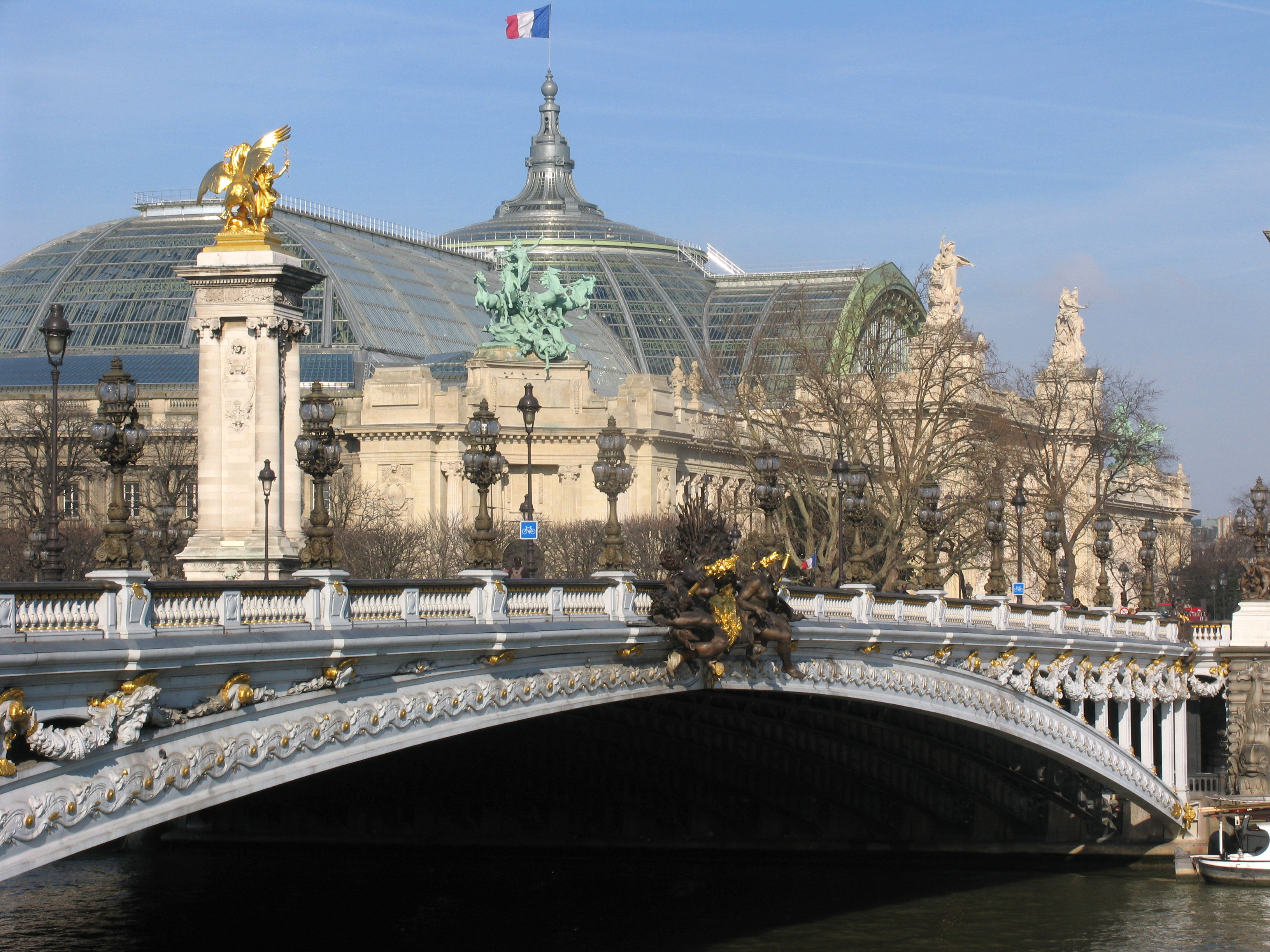
Grand Palais, Paris, 1989, 1991, 1993

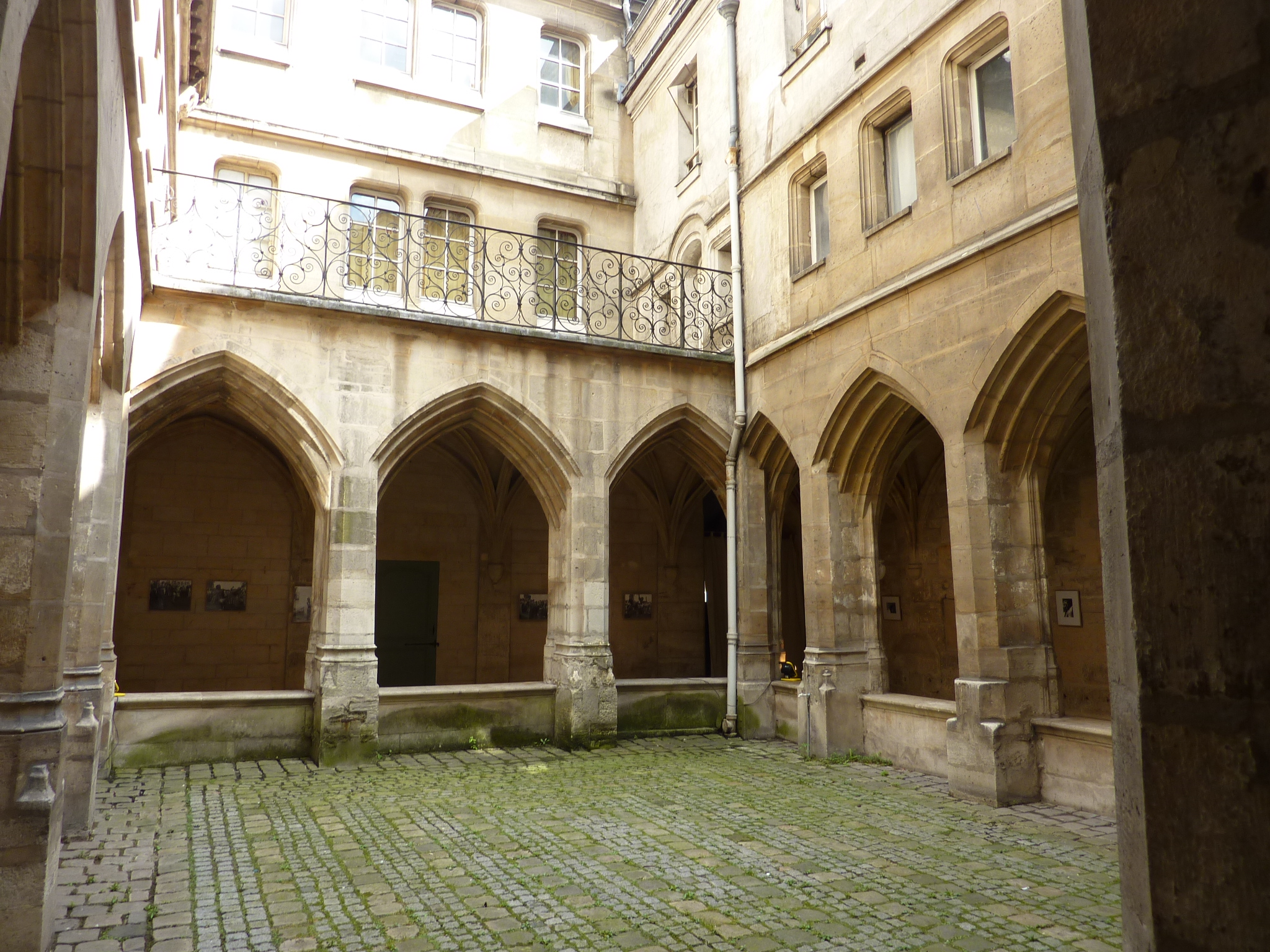
Cloître des Billettes, Paris, 1994

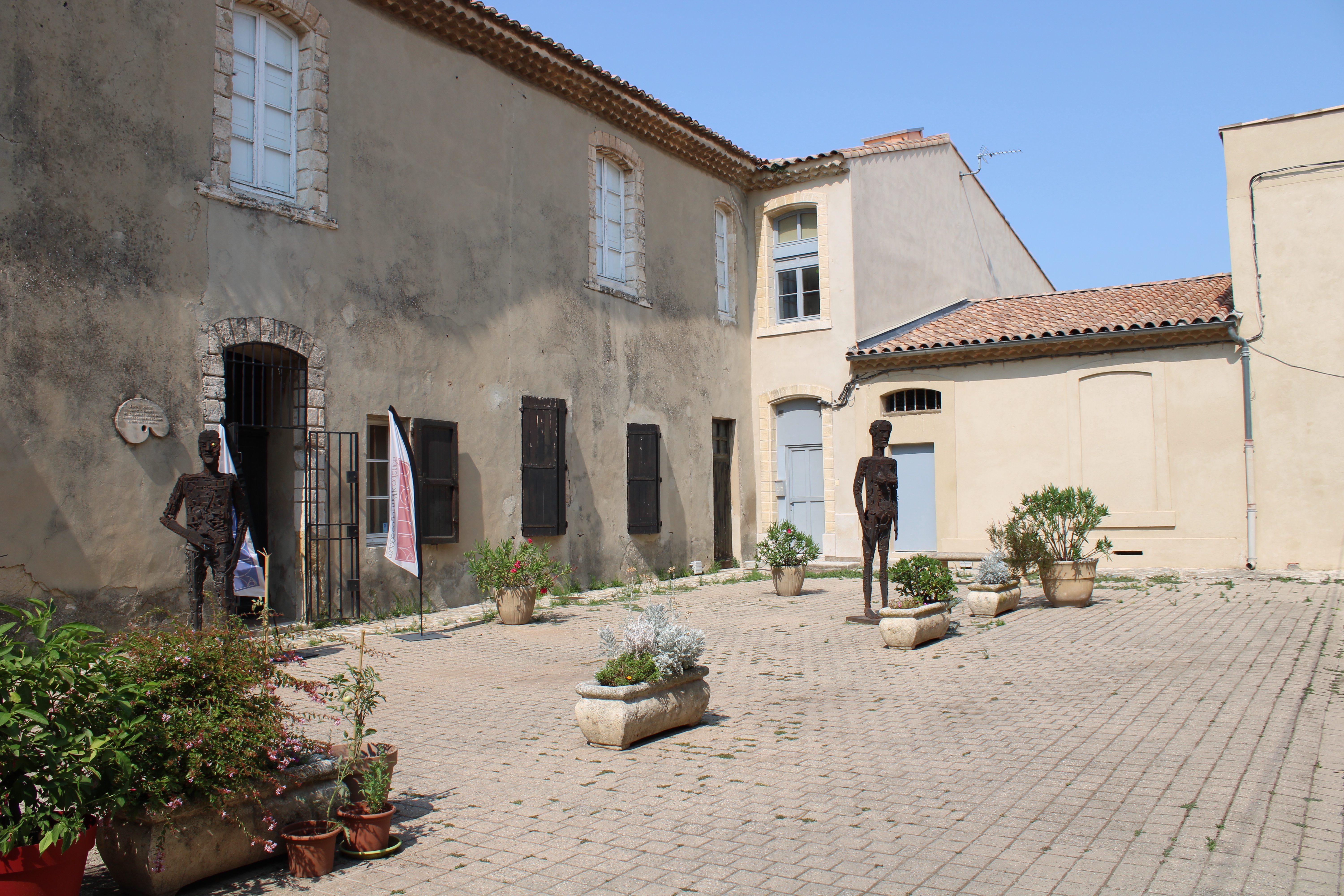
Château de Cabriès, 1996

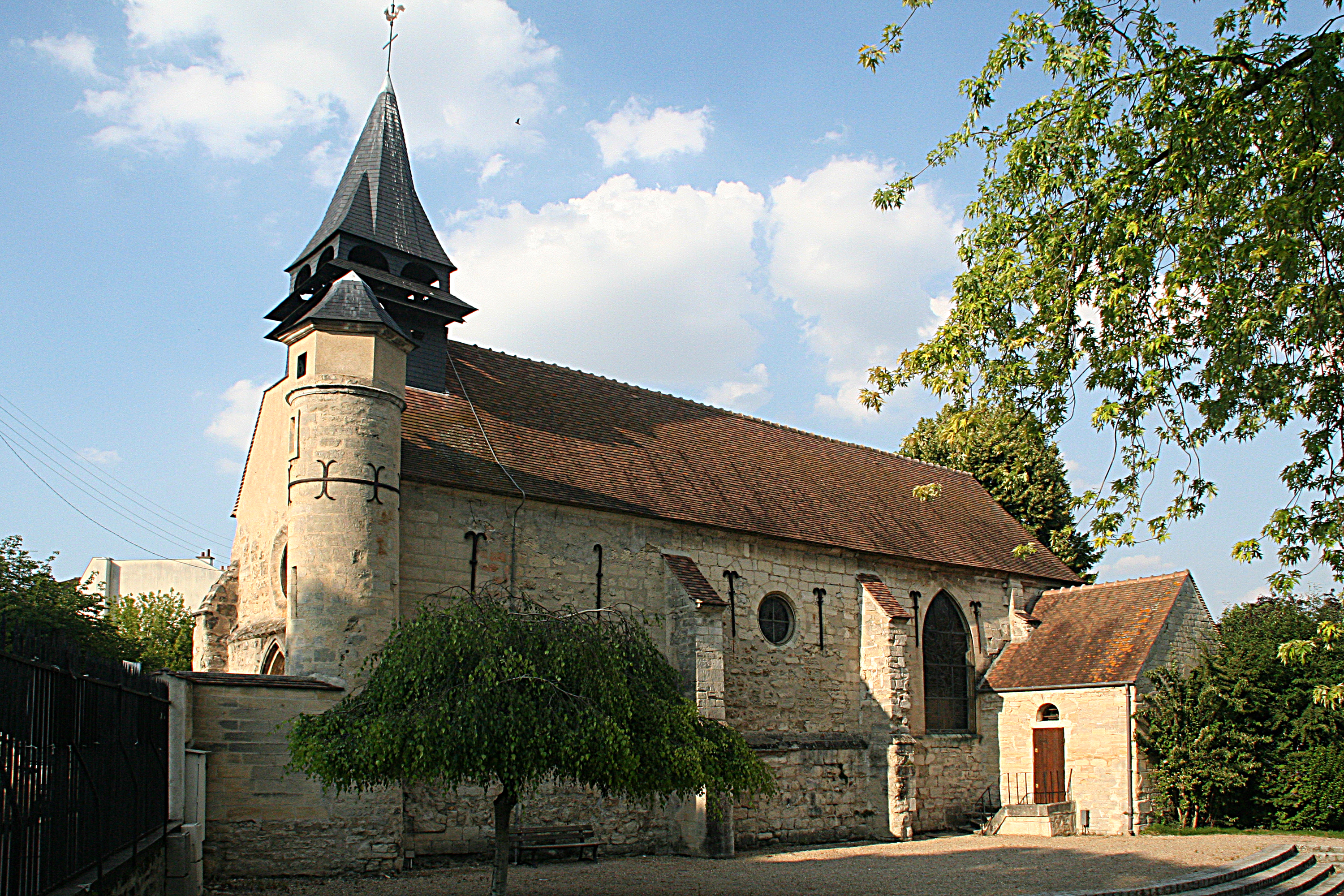
Chapelle Saint-Léonard, Croissy-sur-Seine, 1997

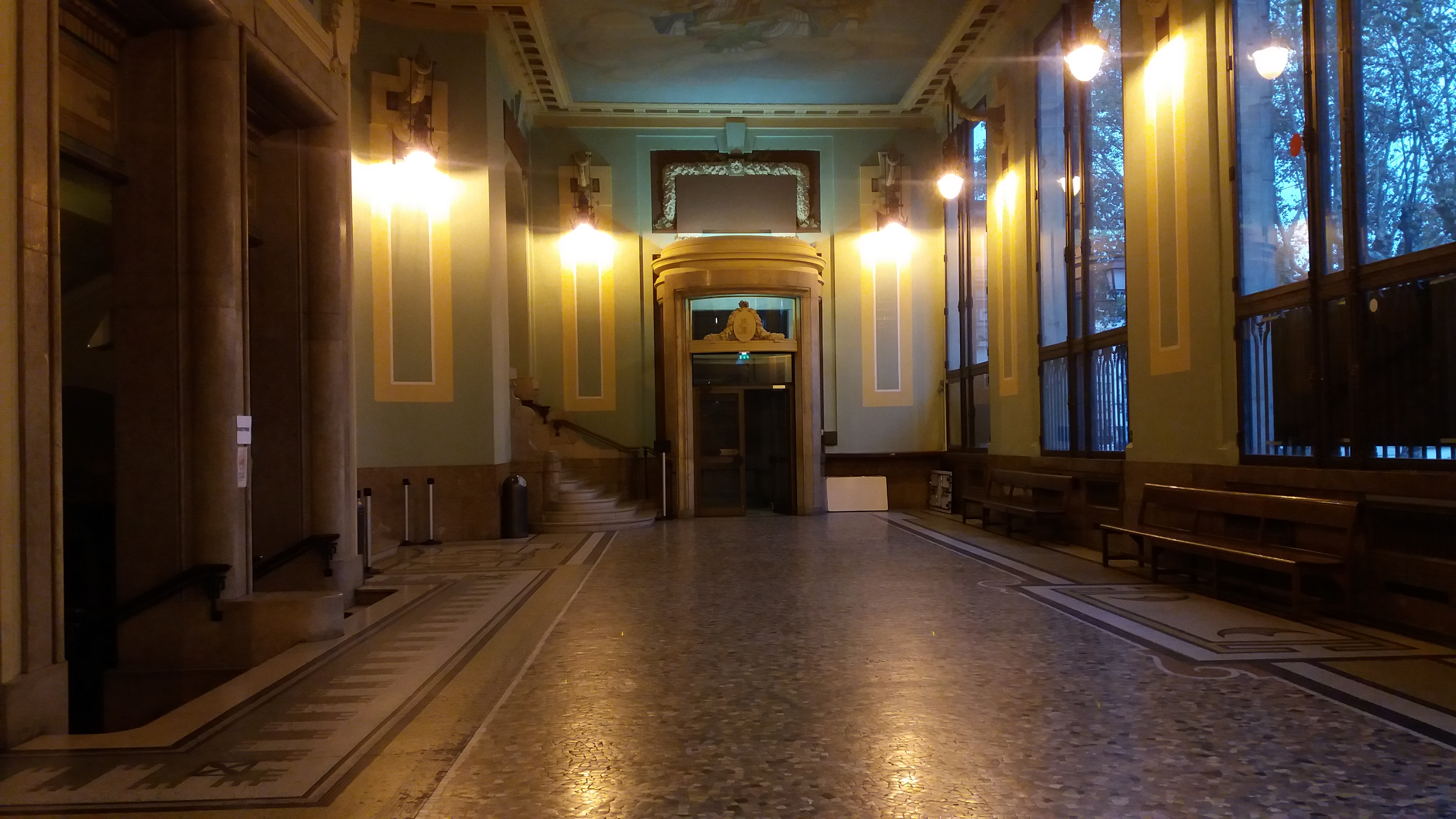
Palais Bondy, Lyon, 1998

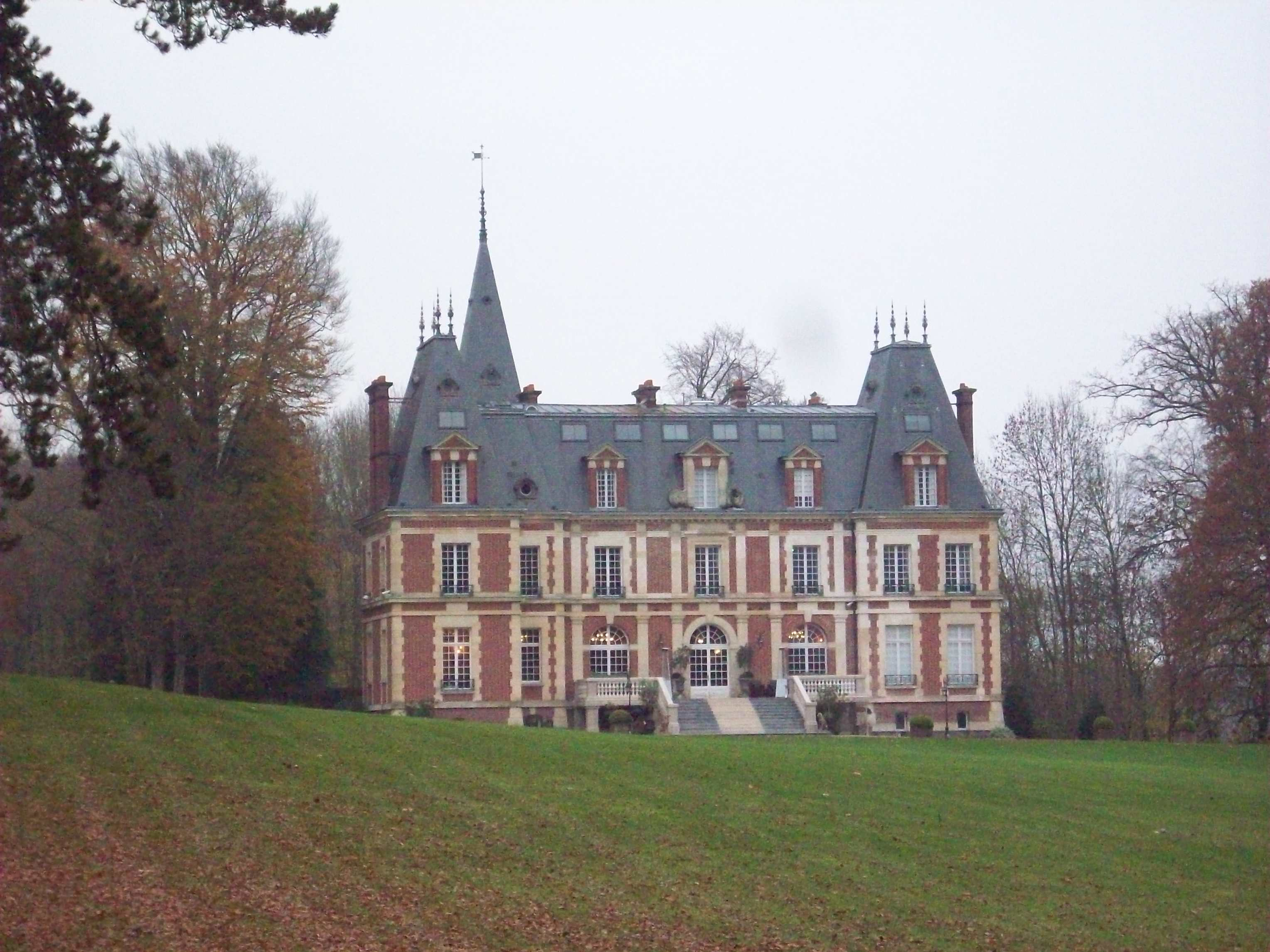
Château de Belmesnil, Saint-Denis-le-Thiboult, 2004

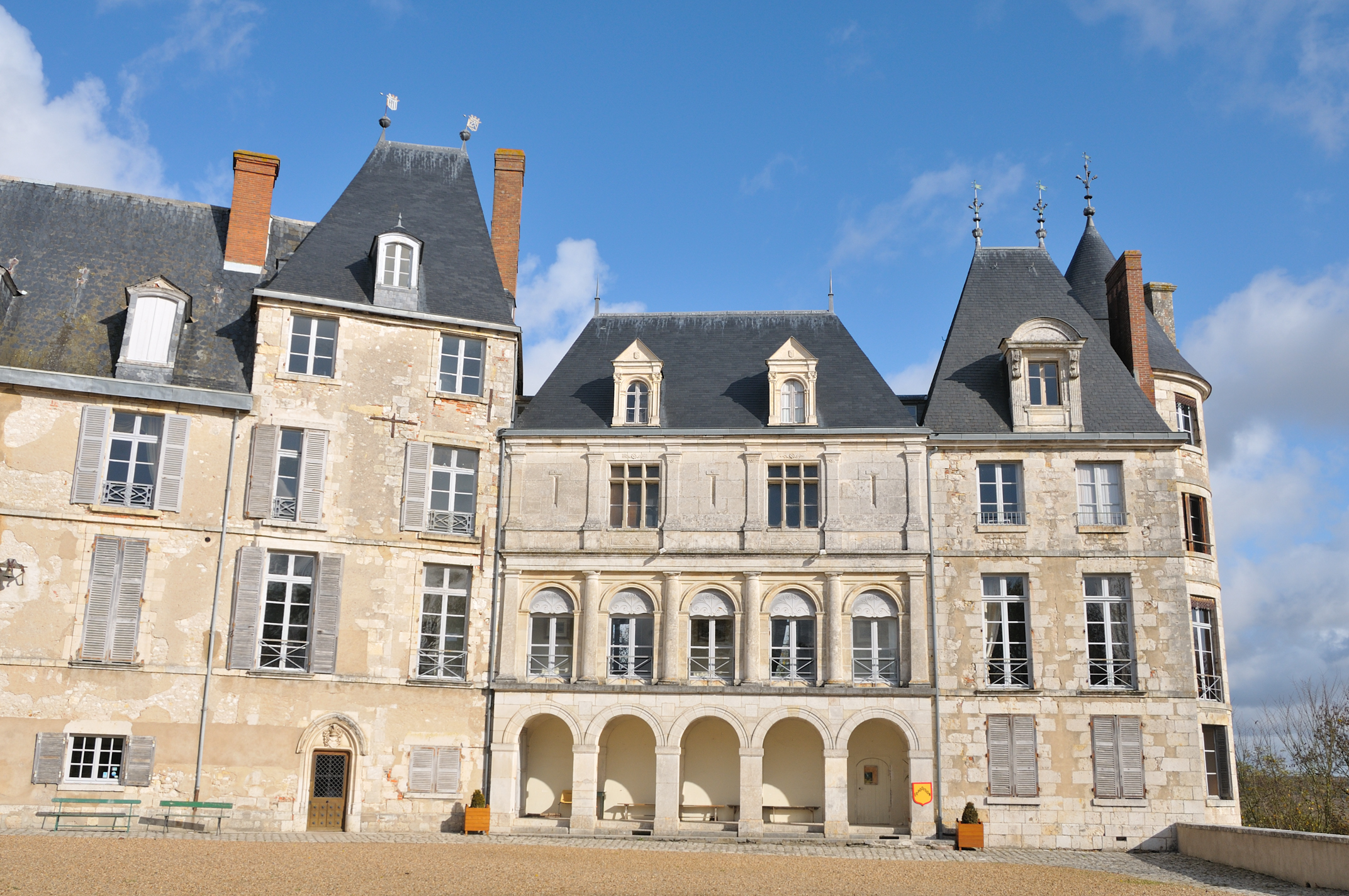
Château de Saint-Brisson, Saint-Brisson-sur-Loire, 2009

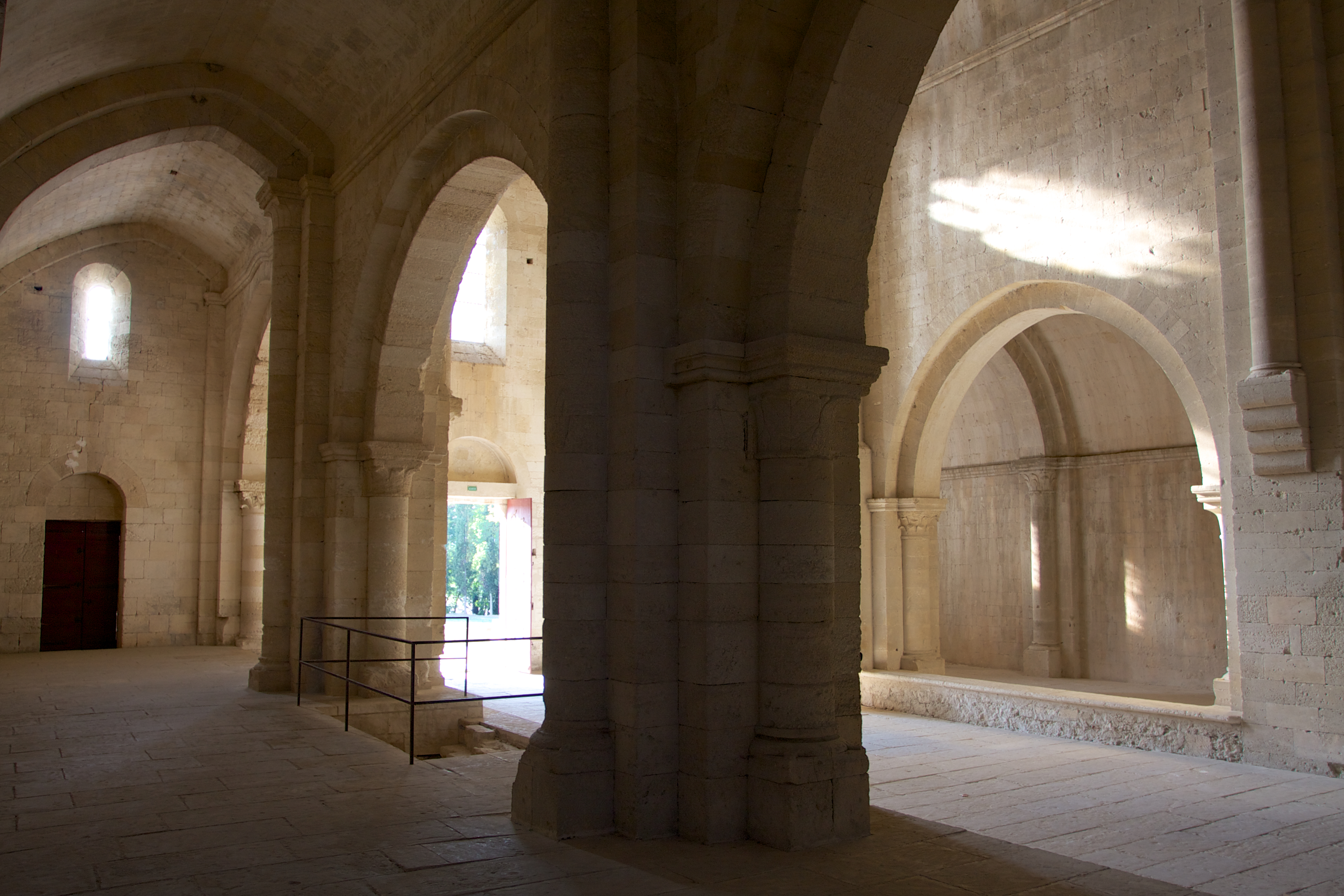
Abbaye de Silvacane, La Roque-d'Anthéron, 2009

- Projets de scénographie, Kalinderu, 1970.
- Maison des artistes, Tel Aviv, avril 1975.
- Biennale des jeunes artistes, musée d'art moderne, Haifa, novembre 1979.
- Paquet cadeau, Galerie plume et pinceau, Paris, décembre 1982.
- Se voir en peinture, Maison des arts et de la culture de Créteil, avril-juin 1983.
- Galerie Octave Negru, Paris, mai 1983.
- La Cartonnerie, Paris, décembre 1983.
- Papiers et arts plastiques, C.R.A.C.A.P., Le Creusot, janvier-mars 1984.
- Œuvres sur papier, Galerie La Platone, Paris, mai-septembre 1984.
- Des artistes et un château, château de Nointel (Val-d'Oise), mai 1984.
- Figure, figures, Association A.C.T.E. / S.N.C.F. Paris-Est, mai 1984.
- 92/92, Centre culturel de Boulogne-Billancourt, octobre-décembre 1984.
- Centre culturel Athanor, Montluçon, janvier-février 1985 (exposition inaugurale), juin 1988 (Premières rencontres).
- Lauriers Wiza 84, Galerie Rambert, Paris, février 1985.
- Maison des jeunes et de la culture des Hauts de Belleville, Paris, mars 1985 (Confrontations), février 1988.
- Château de Trévarez, Saint-Goazec, juillet-août 1985.
- Art Contact, Lausanne, novembre 1986.
- Les figurations des années 60 à nos jours, exposition itinérante : Musée des Beaux-Arts de Dunkerque, château Grimaldi de Cagnes-sur-Mer, Musée d'Art moderne de Troyes, Musée des Beaux-Arts de Carcassonne, couvent des Cordeliers de Châteauroux, 1986-1987[7].
- Galerie Triade, Barbizon, février-mars 1987.
- Fonds départemental d'art contemporain de Seine-Saint-Denis, Bobigny, mars 1987.
- Carnets d'artistes, exposition itinérante au Japon, aux États-Unis et en France (partenariat Galerie Bernard Jordan, Paris), avril-mai 1987.
- Galerie Pierre Parat, Paris, mai 1987.
- Panorama de l'École française contemporaine, Institut français de Tel Aviv, juin 1987.
- Salon d'octobre, Brive-la-Gaillarde, septembre-octobre 1987.
- Jumelage des galeries d'art des aéroports de Paris et Madrid, octobre-novembre 1987.
- Exposition inaugurale, Galerie AA, Paris, décembre 1987.
- Attention, travaux sur papier, Centre régional d'art contemporain du château de Tremblay, Fontenoy (Yonne), juin-août 1988 (Attention, travaux sur papier !), juin-septembre 1991 (Un certain regard).
- Le mouvement dans l'art, centres culturel des Ulis et de Saint-Cloud, octobre-novembre 1988.
- Galerie Pierre Marie Vitoux, Paris, octobre-novembre 1988 (exposition inaugurale), septembre-octobre 1991 (Portraits de mains), septembre-octobre 1992 (Le double), septembre-octobre 1993 (Vingt artistes, vingt critiques), décembre 1993 (Dessins, papiers et livres d'artistes), septembre 1994, décembre 1995 (Le tondo), décembre 1996 (Animalités), octobre 1998 (Dix ans).
- S.A.G.A., Grand Palais, Paris, mars 1989 (Bronzes de peintres), mars 1993.
- Dixième anniversaire du Salon Syn'Art, espace Lamartine, Paris, avril 1989.
- Doyenné de Saint-Émilion, mai-juin 1989.
- Rêve + évolution, ancien entrepôt Case, Vierzon, juin 1989.
- Galerie 8 de Poissy, Paris, septembre 1989.
- Galerie Absidial, Nantes, septembre-octobre 1989.
- Cent petits formats, Galerie 17, Clermont-Ferrand, décembre 1989.
- Foire d'art contemporain, Toulouse, novembre 1989.
- Salon Marcel-Pouvreau, Dammarie-les-Lys, janvier 1990.
- Carnets d'artistes, Galerie Bernard Jordan, Paris, février-mars 1990.
- Couleurs de la vie, Bibliothèque nationale de France, Paris, juin 1990.
- Dialogue 1990 Paris-Prague, Galerie Manès, Prague, juin-août 1990.
- France-Japon, exposition itinérante au Japon, août 1990 - mars 1991.
- Salon international d'arts plastiques, Valognes, septembre-octobre 1990.
- 4e Biennale artistique de Gentilly, Ben-Ami Koller invité d'honneur, octobre 1990.
- Quoi ? L'éternité, Fonds départemental d'art contemporain de Seine-Saint-Denis, Bobigny, novembre 1990.
- Exposition inaugurale, Galerie Mann, Paris, décembre 1990.
- Galerie Brigitte Holland, Granville, décembre 1990.
- Un siècle de dessin, Galerie Dona Lévy, Paris, mai-juin 1991.
- Découvertes, Grand Palais, Paris, mars 1991.
- Galerie Lefor-Openo, Paris, novembre-décembre 1991 (Assiettes de peintres), juin-juillet 1993 (La fête), décembre 1999 (Deux mille formats pour l'an 2000).
- Espace Art et Patrimoine, Paris, mars-avril 1992.
- Europ'Art, Palexpo, Genève, avril-mai 1992.
- Arts Center, Preston (Lancashire), octobre 1992.
- Amnesty International, Auvers-sur-Oise, octobre 1992.
- Galerie Sanguine, Paris, mars-avril 1993.
- Galerie Nicole Buck, Strasbourg, juin-juillet 1993, juin-juillet 1997 (Dix ans de passion).
- Salon d'art contemporain, Rouen, octobre 1993, octobre 1994.
- Galerie de l'écluse, Paris, septembre 1994, septembre 1995 (Atelier Ben-Ami Koller).
- Artmalgam cloître des Billettes, Paris, septembre 1994.
- La Galerie, Tourgéville-Deauville, octobre 1994, mai-juin 1996 (Le nu), mars-mai 1998 (Le corps).
- 13e Salon d'arts plastiques de Marne-la-Vallée, Ben-Ami Koller invité d'honneur, novembre 1994.
- Transréalisme - Pat Andrea, Pierre Dessons, Marc Giai-Miniet, Ben-Ami Koller, Hugh Weiss, château d'Homécourt, 1994.
- 1er Salon international d'art contemporain, Strasbourg, mars 1995.
- Galerie 13, Arles, avril 1995.
- Le printemps de la Bresle, espace Jacques-Prévert, Mers-les-Bains, avril 1995.
- Itinéraires 95, Salon de Levallois-Perret, septembre 1995.
- Espace Belleville, Paris, novembre 1995 (Images sur papier), novembre 1996 (Le corps dans tous ses états).
- Intérieur / Extérieur, château de Cabriès, mars-octobre 1996.
- Sen'Art contemporain, Ben-Ami Koller invité d'honneur, Vert-Saint-Denis, avril 1996.
- Jeune peinture, jeune sculpture, Courbevoie, avril-mai 1996.
- Galerie Madeleine Fraquet, Orléans, juillet 1996.
- 3+3 - Dessins d'artistes français contemporains, musée de Brezno (Slovaquie), octobre-novembre 1996.
- Palettes d'hiver, Galerie Smagghe, Paris, décembre 1996.
- Hommage à Bruno Durocher, Centre Rachi et Galerie des Éditions Caractères, Paris, mai 1997.
- Figures humaines, cris et espoirs, studio Kostel, Paris, mai 1997.
- Syn'Art - Improvisation II, chapelle Saint-Léonard, Croissy-sur-Seine, juin 1997.
- 59e Salon des artistes indépendants normands, Ben-Ami Koller invité d'honneur, Rouen, 1997.
- Sens, dessus dessous, Galerie Michèle Guérin, Limetz-Villez, novembre-décembre 1997.
- Regard, Ben-Ami Koller invité d'honneur, espace Montreuil Culture, Montreuil (Seine-Saint-Denis), 1997.
- Dessins d'aujourd'hui, mairie de Saint-Ouen-l'Aumône, janvier-février 1998.
- Pluriels, espace C.G.T., Montreuil (Seine-Saint-Denis), février-mars 1998.
- Group Show, Galerie du square Louvois, Paris, février-mars 1998.
- Group Show, Galerie du square Louvois, Paris, février-mars 1998.
- Jeune peinture, jeune sculpture, centre culturel et ancien hôtel de ville de Courbevoie, avril 1998.
- À propos du jaune, médiathèque des Mureaux, avril-mai 1998.
- Exposition inaugurale, Galerie Cathay, Paris, juin 1998.
- Huit artistes contemporains et le timbre, Galerie Anima, Lézat-sur-Lèze, juillet-août 1998.
- Corps, accords, palais Bondy, Lyon, septembre 1998.
- Mairie du 18e arrondissement de Paris, octobre 1998 (L'art et le sport), 2000 (Montmartre en Europe).
- Maison des arts, Laon, janvier 1999 (Nu 99), février-mars 2001 (Biennale 2001).
- Musées de Châteauroux, janvier-avril 1999 (Anticiper le printemps), 2004-2005 (George Sand - Interprétations 2004).
- Centre d'art et de culture Rachi, Paris, mars-avril 1999.
- La vigne et le vin, Cave des bénédictins et Musée de la lithographie, Saint-Pourçain-sur-Sioule, juillet-août 1999.
- Salon d'art contemporain de Chelles, janvier-février 2000.
- Les écritures du corps, espace Saint-Jean, Melun, juillet-août 2000.
- Salon du dessin noir et blanc, Brive-la-Gaillarde, juillet-août 2000.
- Art 95, hôtel de ville de Bouffémont, novembre-décembre 2000.
- Petits formats, Maison des jeunes et de la culture de Soissons, décembre 2000, décembre 2001.
- Galerie des Éditions Caractères, Paris, 2000.
- Pigments des toiles, La petite galerie, Paris, avril 2001.
- 7eRencontres de l'Aunette, Rouen, avril-mai 2001.
- Au-delà du corps, Centre culturel Jacques-Prévert, Aixe-sur-Vienne, août-septembre 2001.
- Traces et empreintes, Galerie Delépine, Cély, octobre-novembre 2001.
- Galerie Katryn Boudet, Paris, décembre 2001.
- Galerie Bagatelle, Aix-les-Bains, décembre 2001 - février 2002.
- Le souffle créatif, Galerie Pierre Gouverneur, Metz, 2001.
- Salon La route de l'art, Bar-sur-Seine, 2001.
- 8e Salon du Gebo-Art, Ben-Ami Koller invité d'honneur, château de Villiers, Draveil, 2001.
- 5e Créneaux de l'art, Ben-Ami-Koller invité d'honneur, château de Saint-Brisson-sur-Loire, 2001.
- Synergie, Jas de la Rimade, Carcès, janvier-mars 2002.
- Galerie Joëlle Maulny, Angers, janvier-mars 2002.
- Parallèles, Centre culturel La Fontaine, Brie-Comte-Robert, mars-avril 2002.
- Salon des artistes du XXe, Ben-Ami Koller invité d'honneur, mairie du 20e arrondissement de Paris, mars 2002[24].
- Jeune peinture, jeune sculpture, mairie de Courbevoie, mars-avril 2002.
- 1re Foire de l'estampe, Fabien Initiatives Culture, Paris, mars-avril 2002.
- Brain up, Palais des congrès, Paris, août 2002.
- Fondation Arkad, Seravezza, août-octobre 2002.
- Les monumentoiles pour la rue, Le Mans, mai-juin 2003.
- Artcité 03, Maison des citoyens, Fontenay-sous-Bois, juin 2003.
- Mediastore, Lorient, juin-août 2003.
- La grande Armada, Galerie Daniel Duchoze, Rouen, juin-juillet 2003.
- Poissons étendards d'artistes, château de Saint-Ouen, novembre-décembre 2003.
- 3 P, L'usine à Zabu, Saint-Germain-des-Angles, novembre-décembre 2003.
- Accords et à chœurs, opéra de Massy-Palaiseau, janvier-mars 2004.
- Galerie Vendôme, Paris, 2004.
- Exposition inaugurale, Galerie Le Castel, Saint-André-lez-Lille, 2004.
- Exposition inaugurale, Galerie Fabien Bouchindhomme, Lille, 2004.
- Biennale de Baugé, 2004.
- Expressions d'art, salle Cuiry, Gien, 2004.
- Rencontres 2004, château de Belmesnil, Saint-Denis-le-Thiboult, 2004.
- Petits formats, Galerie Allaire-Aigret, Paris, 2004.
- Artistes de Sologne, Ben-Ami Koller invité d'honneur, château de Saint-Jean, Orléans, 2005.
- Ben-Ami Koller et ses élèves, château de Saint-Brisson-sur-Loire, 2009.
- Les nouveaux pastellistes - Cinquième triennale, palais des congrès Odyssea, Saint-Jean-de-Monts, juillet-août 2009[25].
- Quinze regards sur Guernica, abbaye de Silvacane, La Roque-d'Anthéron, août 2009[26].
- 54e Salon de l'Union des arts plastiques - Ben-Ami Koller ( peintures), Xavier Dambrine (sculptures), salle de la Légion d'honneur, Saint-Denis (Seine-Saint-Denis), novembre 2009[27].
- À corps et à traits - Lydie Arickx, Marcos Carrasquer, Ben-Ami Koller, Stani Nitkowski, Marco Velk, Vladimir Velickovic, Centre d'art contemporain Raymond-Farbos, Mont-de-Marsan, juillet 2013[28].
- Roger-Edgar Gillet, Josep Grau-Garriga, Abraham Hadad, Ben-Ami Koller, Bengt Lindström, Roberto Matta, Ernest Pignon-Ernest, Jean Rustin, Christian Sauvé, Tony Soulié…, Galerie Duchoze, Rouen, octobre 2017[29].
- Trente ans d'expositions, Galerie Pierre Marie Vitoux, Paris, automne 2018.
- Dessin, libertés - 35 artistes français et internationaux : Pierre Alechinsky, John Christoforou, Roger-Edgar Gillet, Ben-Ami Koller, Robert Nicoïdski, Paul Rebeyrolle, Jean Rustin, Vladimir Velickovic..., Maison des jeunes et de la culture Lillebonne Saint-Epvre, Nancy, mai-juin 2019[30],[31].
- Participations non datées : Salon de la Jeune Peinture, Salon de mai, Salon Comparaisons, Paris ; Salon d'art contemporain de Montrouge.

## Citations

### Dits de Ben-Ami Koller
- « Je me détache complètement du sujet, jusqu'à n'en voir plus que les formes. Je ne dessine plus que les corps qui tombent, trébuchent et se soutiennent les uns les autres. Pour moi, la souffrance s'inscrit dans la matière même, dans son épaisseur et sa texture. » - Ben-Ami Koller[32].

### Réception critique

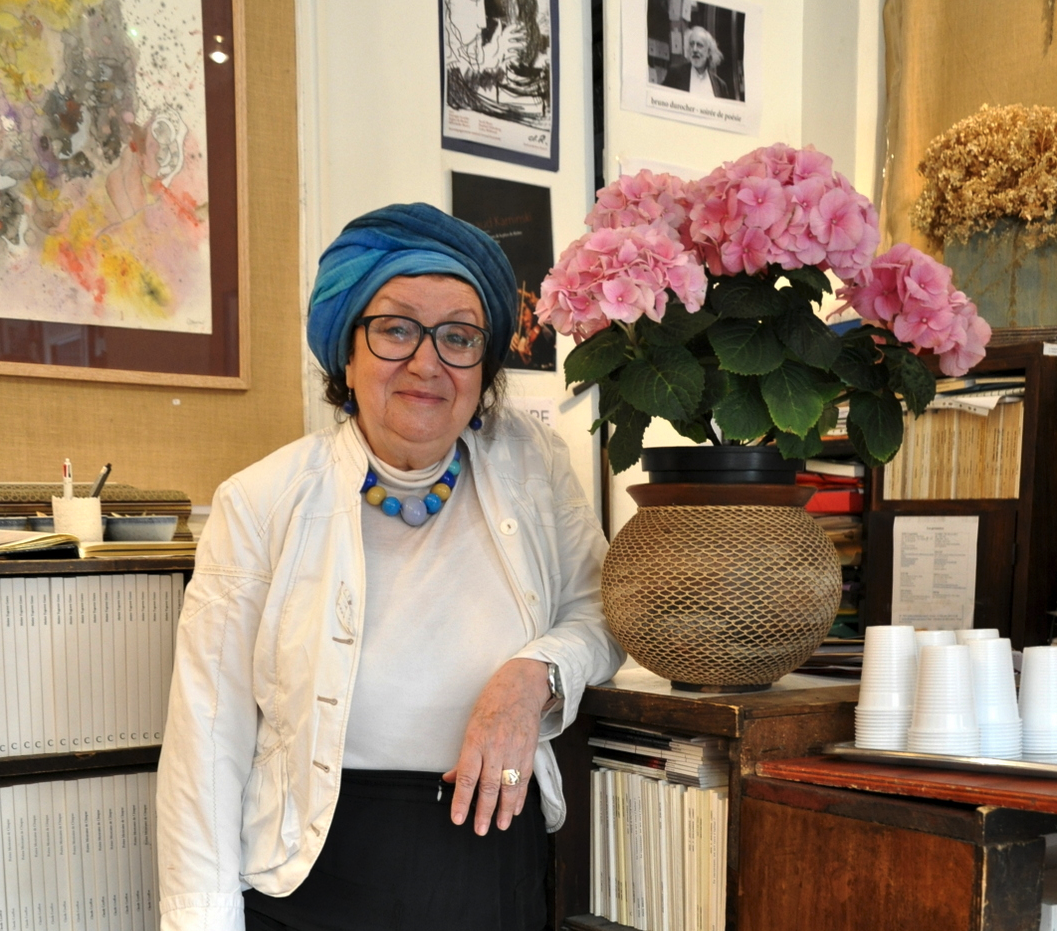
Nicole Gdalia

- « L'espace pour lui est aussi bien celui de la scène de théâtre que la bidimensionnalité des peintures murales pouvant atteindre plusieurs dizaines de mètres. Mais la figure humaines, corps, mains, visages, cris, élans, occupe le territoire de sa pensée et de son art. L'artiste est un questiooneur de l'humain. Ses dessins à l'encre noir ou au pastel sec qui transcrivent le corps lascif, où son mouvement et ses convulsions sont vifs, tendus, élastiques pourrait-on dire. Son geste se fait plus calme lorsqu'il s'attache aux visages, reflets d'intériorités qu'il scrute et extériorise dans la ligne morphologique de la figure, du trait, des sillages sur la peau et surtout du regard. Ce regard dit "cela" que l'artiste a vu et nous montre. Son portrait de Bruno Durocher exprime la dimension de l'interrogation, de la souffrance, de l'immense souffrance effleurée par le sourire de l'incompréhensible. » - Nicole Gdalia[33]
- « Dans la querelle qui oppose le trait à la surface colorée dans la primauté pour l'expression, Ben-Ami Koller a choisi en faveur du trait. Le dessin dans sa toute puissance, le crayon et son infini de variations de gris jusqu'au ,oir le plus dense qui ressort sur le blanc du papier. Tout est possible, tout est dit, dans un concentré de moyens par rapport à la peinture. Pas d'effets de matière, ni empâtements ni griffures de la surface picturale possibles, pas de transparence par les glacis ni de contrastes de couleurs. Seuls restent les dégradés, permis par le crayon, les jeux d'ombres et de lumière, et le trait. Chez Ben-Ami Koller, le tracé est plein de fougue, la ligne pleine d'élégance. Le volume du corps de ses personnages tire sa force de la densité maîtrisée des contrastes d'ombre et de lumière, la forme tient par la précision et la justesse du dessin. C'est cela la magie du dessin : la profondeur, l'illusion et le mouvement par le seul crayon noir. Avec si peu, sont d'autant plus nécessaires la justesse et la sensibilité de la main humaine, la précision du regard qui tranforme notre monde coloré en une vision achromatique, en un clair obscur. Dans la veine des études de Michel-Ange, les corps chez Ben-Ami Koller sont musculeux, puissants, torturés et représentés en mouvement, les visages exacerbés… Œuvre figurative donc, mais pourtant abstraite aussi lorsque nous contemplons une petite parcelle du dessin, un talon par exemple. Là, soudain, le frémissdement du crayon, le rayonnement du noir et des déclinaisons de gris sur le papier : tout un monde dans un détail où la lumière est reine. » - Dominique Stal[2],
- « Car voilà bien où se réalise le travail de peinture : non dans l'invention de formes nouvelles, mais bien dans l'affirmation libératoire de son art. C'est pourquoi nous suivrons l'artiste dans cette aventure nouvelle, par l'entrée de son art dans une maturité qui, si elle peut sembler quelque peu anachronique dans ce temps de la rupture où les temps se télescopent, prendra la forme esthétique qui lui imprimeront la force expressive de Ben-Ami, sa pulsion extrêmement physique et, pour ceux qui le connaissent, j'irais même jusqu'à dire résolument sexuée, son incroyable virtuosité technique, qui ne sont autres que l'empreinte de cette lutte au corps à corps, de cette résistance de la pensée, de cette quête de l'artiste aux prises avec la nécessaire conscience d'appartenir à un siècle de barbarie, de violence, de mort dont l'expression artistique participe de la libération vitale. » - Évelyne Artaud[34]
- « Sensuelle et expressionniste, son œuvre est à la fois puissante et voluptueuse. Après un bref détour par l'abstraction et la couleur, Ben-Ami Koller est vite revenu à une figuration dans laquelle le noir et le blanc règnent à nouveau en maîtres. Depuis décembre 2006, il s'est jeté sans retenue dans un travail de mémoire du génocide, utilisant sa toile comme un carnet de croquis et faisant jaillir avec ses bâtonnets d'huile une œuvre picturale violente et épaisse d'où émergent des corps d'ombre et de douleur. » - Catherine Rigollet[35].
- « Grâce à sa formidable attirance pour le trait, la verticalité et la ligne vertigineuse, sur un rythme tragique, le dessinateur fait danser les corps suspendus tête en bas. Viande au crochet du boucher. Danse macabre. Il peint des corps-à-corps. Corps disloqués et superposés. Le corps et son double, le corps et son ombre, le corps intérieur qui donne élan et énergie au corps extérieur. Désespoir tragique. Interrogation existentielle. Le trait est incisif, noir de pierre sur papier d'emballage déchiré, collé. Symphonie dramatique d'une explosive liberté formelle. L'écriture est vive et précise parmi les boursouflure huilées de la matière. La gerçure gouachée accroche la lumière. Le noir et le blanc deviennent couleur. Les crevasses calcinées de la pierre noire et l'encre violette ont la tonalité poignante du cri des hommes. » - Annick Chantrel-Leluc[36]
- « Le peintre restitue le cri silencieux des martyrs, sans concession mais sans la moindre once de spectacle. En ce sens, Koller fait un acte de vie qui va dien au-delà d'un réquisitoire. » - Jean-Noël Cuénod[9]
- « La sensibilité à fleur de crayon, de pierre noire et de pinceau, Ben-Ami Koller impressionne par la force de son trait, hypnotise par son don à traduire visuellement l'intériorité de la souffrance. » - Françoise Christmann[5]

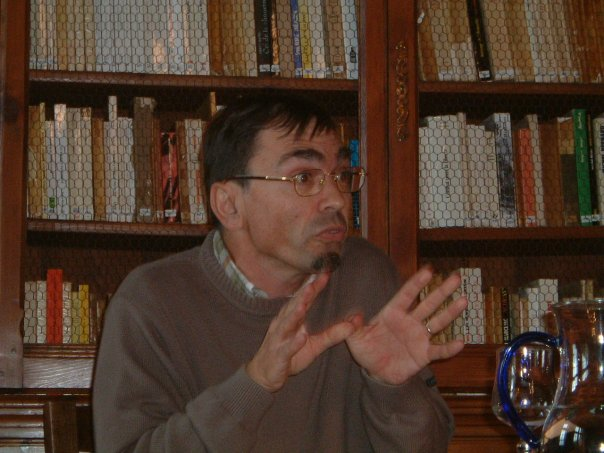
Serge Ritman

- « Sa vue nous engage à le suivre dans ce qui ne peut pas se voir sans transformer tout ce qu'on peut dire avec l'art, tout ce qu'on peut vivre avec l'art, tout ce qu'on peut vivre depuis l'art. Cela demande à recommencer avec ses gestes qui sont des gestes éthiques bien plus qu'esthétiques, des gestes vertigineux qui déchirent, dénouent, démembrent tout en renouant, remémorant organiquement tout ce qui fait le mystère du corps vivant, de la vie des corps, de la vie corporelle. Oui, sa peinture est le geste d'une main s'épuisant à porter tout l'organique à hauteur d'humain, à hauteur de tout ce que peut un corps, à hauteur du divin de l'homme vivant jusque dans ces extrêmes souffrances, jusqu'à la déréliction la plus banale. L'enlacement amoureux de sa main avec le papier et sa déchirure, avec la couleur et ses coulures, fait de sa peinture et de ses dessins les opérateurs d'une vue qui emporte notre regard dans un ailleurs du visible, dans un visible qui traverse tout le corps, toute la vie, tout le langage pour ne jamais s'arrêter : sa signature est une danse, ses dessins et toiles sont des chorégraphies de l'humain au plus près de ce que nous sommes avec tout ce qu'il nous fait comprendre sans jamais pouvoir nous l'expliquer : les horreurs et le rire, les souffrances et l'amour, les disparus et l'oubli, la mort et la vie. » - Serge Ritman[25]
- « Foudroyé au sommet de son art, Ben-Ami Koller travaillait sur les corps en souffrance. Avec sa dernière série Auschwitz, il avait atteint ce qu'il cherchait sans doute depuis le début de sa carrière. Il n'avait pas pu vivre avec ses parents déportés, mais il portait leur présence. Dès lors, il n'illustrait pas la souffrance des martyrs de la Shoah, il était cette souffrance. C'est pourquoi il avait confié à ses élèves : "je suis tellement gai dans la vie qu'il ne me reste plus que la tristesse sur les tableaux. » - Karine Rouzaud[20]
- « L'œuvre dessinée et peinte de Ben-Ami Koller envisage, dévisage, défigure, universalise l'être précaire avec tant de finesse et justesse. Son art a fait de lui une référence assurée, aux côtés de Slavko Nitkovski et Jean Rustin, dans le registre poétique d'un "humain rien qu'humain" aux prises avec le monde. » - Thierry Delcourt[37]
- « Au travers de ces corps décharnés et torturés, parfaite illustration de l'humanité souffrante et reniée, permettez-moi de voir la lueur indestructible de la vie. » - Michel Delépine, maire de Mers-les-Bains[11]

## Conservation

### Collections publiques
- Fonds d'art contemporain de Seine-Saint-Denis, Bobigny.
- Fonds municipal d'art contemporain de Gennevilliers.
- Musée L'art en marche, Lapalisse.
- Espace Saint-Jean (artothèque), Melun.
- Hôtel de ville de Mers-les-Bains, Nu, encre et gouache 61x38cm.
- Ville de Montceau-les-Mines[38].
- Espace Boris-Vian, fonds d'art moderne et contemporain de Montluçon.
- Conseil départemental des Hauts-de-Seine, Nanterre.
- Département des estampes et de la photographie de la Bibliothèque nationale de France, Paris.
- Fonds national d'art contemporain, Puteaux.

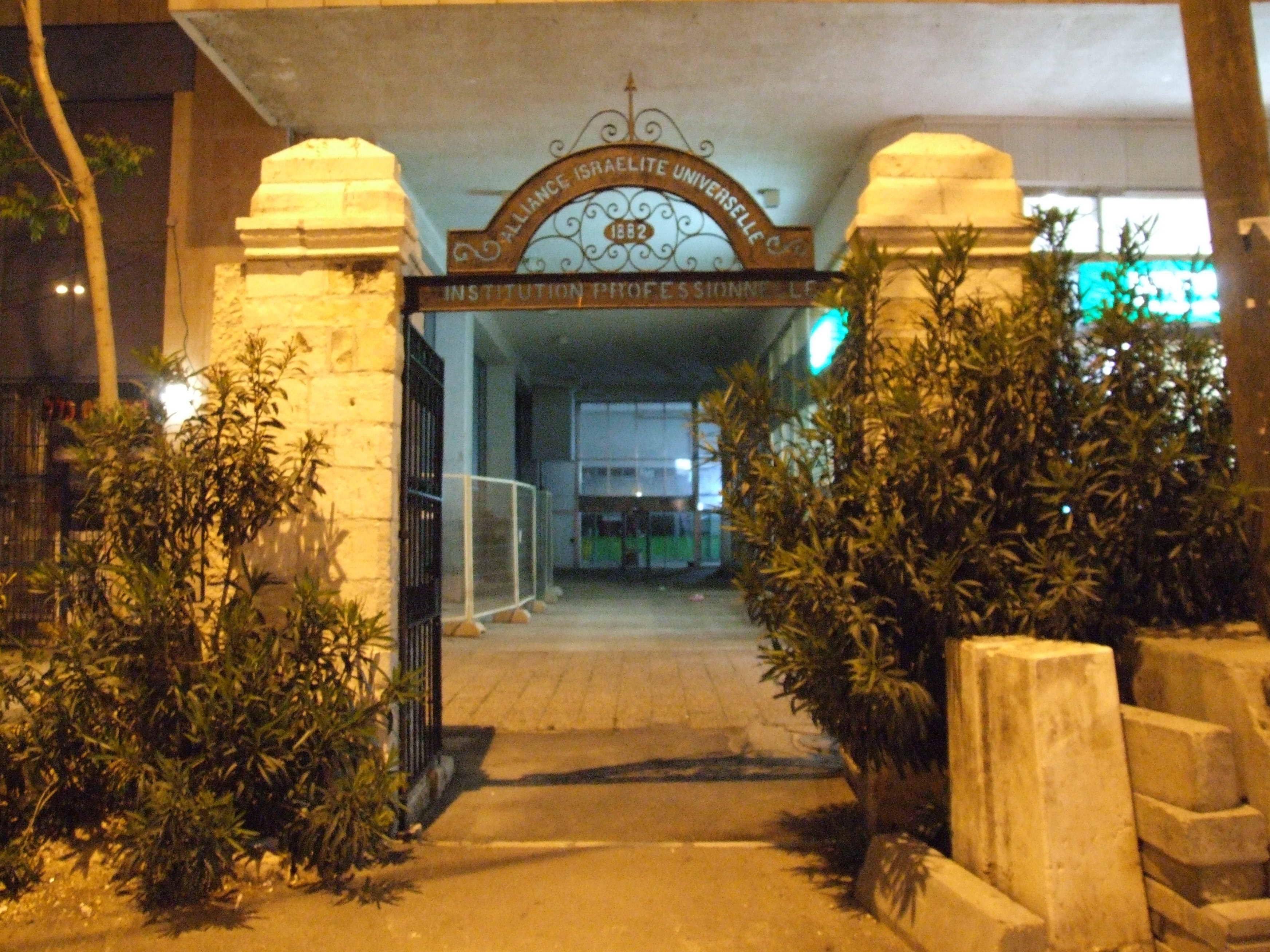
École Alliance, Jérusalem

- Galerie nationale de Prague.

### Fresques murales
- Maison du soldat, Beer-Sheva
- École Alliance, Jérusalem.
- École maternelle, Kiryat-Malakhi.

### Collections privées
- Groupe Axa, Paris.
- Chaîne Novotel.